# Réseau de bus Meaux et Ourcq
Le réseau de bus Meaux et Ourcq est un réseau de transports en commun par autobus et autocars circulant en Île-de-France, organisé par l'autorité organisatrice Île-de-France Mobilités et la communauté d'agglomération Pays de Meaux. Il est exploité par le groupe Transdev à travers la société Transdev Marne-et-Ourcq à partir du 1er août 2022.
Il se compose de 51 lignes qui desservent principalement le bassin de vie de Meaux, ainsi qu'un service de transport à la demande.

## Histoire
La création de la première ligne reliant Quincy-Voisins, Esbly et Meaux naît en 1931, marquant la naissance de l'entreprise exploitante historique dénommée Marne et Morin.
Le bassin de vie de Meaux connaissant un essor important, l'entreprise en profite pour s'implanter au nord de la Seine-et-Marne en développant ses lignes existantes. Elle insiste par ailleurs sur la création de plusieurs exploitations comme les Cars de Château-Thierry, les Cars de la Vallée du Grand Morin, les Cars du Pays de l'Ourcq, ou encore en achetant plusieurs exploitations locales (comme les Cars de la Ferté-sous-Jouarre).
Le réseau de bus Meaux et Ourcq fait aujourd'hui l'état de la fusion de deux réseaux historiques Pays de Meaux qui effectuait des liaisons urbaines de la ville de Meaux, et Pays de l'Ourcq qui effectuait des liaisons interurbaines entre les communes limitrophes.

## Développement du réseau

### Années 2000
Les lignes de bus du secteur du Pays de Meaux desservant les différents quartiers de la commune n'ont connu que de brèves évolutions depuis les années 2000. En effet, on peut observer une forte similarité du réseau entre 2000 et 2018,.
En 2001, les lignes intra-muros avaient pour dénomination la lettre "M" (lignes M1, M2, M4, M5, M6, M7 et M8). Le réseau s'articulait en étoile autour de la gare routière de Meaux.
En 2004, la ligne M9 desservant le quartier du Val-Fleuri est créée tandis que la ligne M7, dite « Interquartiers », est supprimée quelques années plus tard en raison d'une faible fréquentation.

### Restructuration de 2019
Néanmoins, il s'avère que la morphologie de la ville a évolué avec les années et que et les usages des transports en commun se sont intensifiés, tandis que le réseau de bus est resté globalement inchangé. Le réseau de bus du Pays de Meaux a ainsi connu une restructuration totale à compter du 1er janvier 2019. Les lignes urbaines Meaux ont été supprimées, pour être remplacées par vingt-trois nouvelles lignes plus cadencées, dont 7 scolaires.

### Ouverture à la concurrence
En raison de l'ouverture à la concurrence des transports en commun en Île-de-France, les réseaux de bus du Pays de Meaux et du Pays de l'Ourcq ont fusionné pour devenir le réseau de bus Meaux et Ourcq le 1er août 2022, correspondant à la délégation de service public numéro 11 établie par Île-de-France Mobilités. Un appel d'offres a donc été lancé par l'autorité organisatrice afin de désigner une entreprise qui succédera à l'exploitation de Transdev Marne-et-Morin pour une durée de huit ans. C'est finalement Transdev, via sa filiale Transdev Marne-et-Ourcq, qui a été désigné lors du conseil d'administration du 9 décembre 2021.
À la date de son ouverture à la concurrence, le réseau se composait des lignes A, B, C, D, E, F, G, H, I, J, K, L, M, N et O de l'ancien réseau de bus du Pays de Meaux, des lignes 10, 11, 22, 23, 40, 41, 42, 46, 47, 50, 52, 53, 54, 61, 63 et 65 de l'ancien réseau de bus du Pays de l'Ourcq, des lignes 04, 19 et 21 de l'ancien réseau de bus du Grand Morin, des lignes 02, 18, 20 et 69 de l'ancien réseau de bus Seine-et-Marne Express, et de la ligne 777 des Courriers de l'Île-de-France.
Toutefois, l'exploitation de la ligne 02 du réseau Seine-et-Marne Express est reprise par Transdev dès le 28 mars 2022; d'un point de vue commercial, la ligne reste opérée jusqu'en août au sein du réseau Seine-et-Marne Express.
Des adaptations d'offres ont lieu au 1er août 2022, : La ligne O est intégrée à la zone P du TàD Pays de Meaux, des bus de soirée sont créés à Meaux, l'itinéraire de la ligne 2 est revu et de nombreuses lignes voient leurs horaires modifiés.
Dès le 31 juillet 2023, deux nouvelles lignes sont créées : la ligne R reliant la gare de Meaux à la commune de Lizy-sur-Ourcq en remplacement des lignes 10, 47 et 63, et la ligne S qui est une fusion des lignes 11 et 65 reliant la gare de Meaux à la commune de May-en-Multien. À cette date, les lignes 10, 11, 47, 63 et 65 sont supprimées. Les lignes TàD 40 et 61 Bis sont remplacées par deux nouvelles zones de transport à la demande (Ourcq Ouest et Est) à la même date. Les lignes 22, 23, 40, 41, 42, 46 sont modifiées et une nouvelle ligne 10 voit le jour.

### Renumérotation du réseau
À partir du 15 Septembre 2025, les lignes du réseau de bus Meaux et Ourcq sont renumérotées, dans le cadre du principe de numérotation régional unique planifié par Île-de-France Mobilités afin de supprimer les doublons. Les nouvelles lignes commenceront toutes par le préfixe « 23 », auquel sont ajoutés les deux derniers chiffres liés à l'ancien numéro, dès que possible. Pour les lignes Express, elles reprennent le numéro du département (ici la Seine-et-Marne, donc 77) ainsi que les deux derniers chiffres des lignes.
Ci-dessous, le tableau récapitulatif des anciens numéros et des nouveaux numéros de lignes :
| Anciens numéros | Nouveaux numéros |
| --------------- | ---------------- |
| A               | 2301             |
| B               | 2302             |
| C               | 2303             |
| D               | 2304             |
| E               | 2305             |
| F               | 2306             |
| G               | 2307             |
| H               | 2308             |
| I               | 2309             |
| 10              | 2310             |
| K               | 2311             |
| L               | 2312             |
| M               | 2313             |
| N               | 2314             |
| J               | 2315             |
| R               | 2317             |
| S               | 2318             |
| 19              | 2319             |
| 21              | 2321             |
| 22              | 2322             |
| 23              | 2323             |
| Ns              | 2324             |
| Es              | 2325             |
| Fs              | 2326             |
| Gs              | 2327             |
| Ks              | 2331             |
| Ls              | 2332             |
| Ms              | 2333             |
| Js              | 2335             |
| 40              | 2340             |
| 41              | 2341             |
| 42              | 2342             |
| 23S             | 2343             |
| 46              | 2346             |
| Os              | 2348             |
| Qs              | 2349             |
| 50              | 2350             |
| 21S             | 2351             |
| 52              | 2352             |
| 53              | 2353             |
| 54              | 2354             |
| 61              | 2361             |
| 54B             | 2364             |
| 4               | 2374             |
| 4A              | 2375             |
| 4C              | 2376             |
| 777             | 2377             |
| 02              | 7702             |
| 69              | 7709             |
| 18              | 7718             |
| 20              | 7720             |

## Lignes du réseau

### Lignes A à E
| Ligne | Caractéristiques | Caractéristiques                    | Caractéristiques                    | Caractéristiques                    | Caractéristiques                    | Caractéristiques                              | Caractéristiques                         | Caractéristiques                    | Caractéristiques                    |
| A     | Gare de Meaux ⥋ Georges Claude | Gare de Meaux ⥋ Georges Claude      | Gare de Meaux ⥋ Georges Claude      | Gare de Meaux ⥋ Georges Claude      | Gare de Meaux ⥋ Georges Claude      | Gare de Meaux ⥋ Georges Claude                | Gare de Meaux ⥋ Georges Claude           | Gare de Meaux ⥋ Georges Claude      | Gare de Meaux ⥋ Georges Claude      |
| ----- | --- | ----------------------------------- | ----------------------------------- | ----------------------------------- | ----------------------------------- | --------------------------------------------- | ---------------------------------------- | ----------------------------------- | ----------------------------------- |
| A     | Ouverture / Fermeture 1er janvier 2019 / — | Longueur —                          | Durée 15 à 20 min                   | Nb. d’arrêts 14                     | Matériel Standards et articulés     | Jours de fonctionnement L, Ma, Me, J, V, S, D | Jour / Soir / Nuit / Fêtes O / O / O / O | Voy. / an 95 562 courses            | Dépôt Poincy                        |
| A     | Desserte : - Villes et lieux desservis : Meaux (lycée Henri Moissan, mairie, tribunal de commerce, commissariat, tribunal judiciaire, centre des finances publiques, sous-préfecture, CIRFA, antenne du service pénitentiaire d’insertion et de probation de Seine-et-Marne, lycée Jean Vilar, stade et piscine Georges Tauziet, parc Chenonceau, caisse primaire d'assurance maladie, stade du Respect, centre commercial de la Verrière, zone industrielle Sud). - Gare desservie : Meaux. |                                     |                                     |                                     |                                     |                                               |                                          |                                     |                                     |
| A     | Autre : - Zone traversée : 5 - Amplitudes horaires : La ligne circule du lundi au samedi de 4 h 25 à 2 h 20, et le dimanche et jours fériés de 4 h 35 à 2 h 20. - Arrêt non accessible aux UFR : Gare de Meaux. - Date de dernière mise à jour : 29 février 2024. |                                     |                                     |                                     |                                     |                                               |                                          |                                     |                                     |
| A     | Dernière actualisation : — |                                     |                                     |                                     |                                     |                                               |                                          |                                     |                                     |
| B     | Gare de Meaux ⥋ Georges Claude | Gare de Meaux ⥋ Georges Claude      | Gare de Meaux ⥋ Georges Claude      | Gare de Meaux ⥋ Georges Claude      | Gare de Meaux ⥋ Georges Claude      | Gare de Meaux ⥋ Georges Claude                | Gare de Meaux ⥋ Georges Claude           | Gare de Meaux ⥋ Georges Claude      | Gare de Meaux ⥋ Georges Claude      |
| B     | Ouverture / Fermeture 1er janvier 2019 / — | Longueur —                          | Durée 20 à 25 min                   | Nb. d’arrêts 16                     | Matériel Standards et articulés     | Jours de fonctionnement L, Ma, Me, J, V, S, D | Jour / Soir / Nuit / Fêtes O / O / N / O | Voy. / an 41 880 courses            | Dépôt Poincy                        |
| B     | Desserte : - Ville et lieux desservis : Meaux. - Gare desservie : Meaux. |                                     |                                     |                                     |                                     |                                               |                                          |                                     |                                     |
| B     | Autre : - Zone traversée : 5 - Amplitudes horaires : La ligne circule du lundi au vendredi de 4 h 20 à 22 h 40, le samedi de 5 h 15 à 22 h 45, et le dimanche et jours fériés de 5 h 20 à 22 h 40. - Particularités : L'arrêt Bouvin n'est pas desservi pendant les heures de marché. Les horaires de la ligne sont adaptés du lundi au samedi en période d'été. - Date de dernière mise à jour : 29 février 2024.                                                                           |                                     |                                     |                                     |                                     |                                               |                                          |                                     |                                     |
| B     | Dernière actualisation : — |                                     |                                     |                                     |                                     |                                               |                                          |                                     |                                     |
| C     | Gare de Meaux ⥋ Gare de Meaux | Gare de Meaux ⥋ Gare de Meaux       | Gare de Meaux ⥋ Gare de Meaux       | Gare de Meaux ⥋ Gare de Meaux       | Gare de Meaux ⥋ Gare de Meaux       | Gare de Meaux ⥋ Gare de Meaux                 | Gare de Meaux ⥋ Gare de Meaux            | Gare de Meaux ⥋ Gare de Meaux       | Gare de Meaux ⥋ Gare de Meaux       |
| C     | Ouverture / Fermeture 1er janvier 2019 / — | Longueur —                          | Durée 20 à 25 min                   | Nb. d’arrêts 9                      | Matériel Standards et articulés     | Jours de fonctionnement L, Ma, Me, J, V, S, D | Jour / Soir / Nuit / Fêtes O / N / N / O | Voy. / an 10 947 courses            | Dépôt Poincy                        |
| C     | Desserte : - Villes et lieux desservis : Meaux et Crégy-lès-Meaux. - Gare desservie : Meaux. |                                     |                                     |                                     |                                     |                                               |                                          |                                     |                                     |
| C     | Autre : - Zone traversée : 5 - Amplitudes horaires : La ligne circule du lundi au samedi de 5 h 20 à 21 h 40, et le dimanche et jours fériés de 6 h 20 à 21 h 40. - Particularités : La ligne est circulaire. Les horaires de la ligne sont adaptés du lundi au vendredi en période d'été. - Date de dernière mise à jour : 29 février 2024. |                                     |                                     |                                     |                                     |                                               |                                          |                                     |                                     |
| C     | Dernière actualisation : — |                                     |                                     |                                     |                                     |                                               |                                          |                                     |                                     |
| D     | Les Saisons de Meaux ⥋ Les Platanes | Les Saisons de Meaux ⥋ Les Platanes | Les Saisons de Meaux ⥋ Les Platanes | Les Saisons de Meaux ⥋ Les Platanes | Les Saisons de Meaux ⥋ Les Platanes | Les Saisons de Meaux ⥋ Les Platanes           | Les Saisons de Meaux ⥋ Les Platanes      | Les Saisons de Meaux ⥋ Les Platanes | Les Saisons de Meaux ⥋ Les Platanes |
| D     | Ouverture / Fermeture 1er janvier 2019 / — | Longueur —                          | Durée 25 à 35 min                   | Nb. d’arrêts 19 (25)                | Matériel Standards et articulés     | Jours de fonctionnement L, Ma, Me, J, V, S, D | Jour / Soir / Nuit / Fêtes O / N / N / O | Voy. / an 41 039 courses            | Dépôt Poincy                        |
| D     | Desserte : - Villes et lieux desservis : Meaux, Villenoy et Chauconin-Neufmontiers. - Gare desservie : Meaux. |                                     |                                     |                                     |                                     |                                               |                                          |                                     |                                     |
| D     | Autre : - Zone traversée : 5 - Amplitudes horaires : La ligne circule du lundi au vendredi de 4 h 55 à 22 h 15, le samedi de 4 h 50 à 22 h 5, et le dimanche et jours fériés de 5 h 10 à 21 h 40. - Particularités : Les horaires de la ligne sont adaptés du lundi au vendredi en période d'été. - Date de dernière mise à jour : 29 février 2024. |                                     |                                     |                                     |                                     |                                               |                                          |                                     |                                     |
| D     | Dernière actualisation : — |                                     |                                     |                                     |                                     |                                               |                                          |                                     |                                     |
| E     | E Es | E Es                                | E Es                                | E Es                                | E Es                                | E Es                                          | E Es                                     | E Es                                | E Es                                |
| E     | Gare de Meaux ⥋ Gare de Meaux |                                     |                                     |                                     |                                     |                                               |                                          |                                     |                                     |
| E     | Ouverture / Fermeture 1er janvier 2019 / — | Longueur —                          | Durée 20 à 25 min                   | Nb. d’arrêts 14                     | Matériel Standards                  | Jours de fonctionnement L, Ma, Me, J, V, S, D | Jour / Soir / Nuit / Fêtes O / N / N / O | Voy. / an 12 312 courses            | Dépôt Poincy                        |
| E     | Desserte : - Villes et lieux desservis : Meaux et Villenoy. - Gare desservie : Meaux. |                                     |                                     |                                     |                                     |                                               |                                          |                                     |                                     |
| E     | Autre : - Zone traversée : 5 - Amplitudes horaires : La ligne circule du lundi au samedi de 5 h 20 à 21 h 40, et le dimanche et jours fériés de 6 h 20 à 21 h 40. - Particularités : La ligne est circulaire. Les horaires de la ligne sont adaptés du lundi au vendredi en période d'été. - Desserte scolaire : Il existe une desserte de l'établissement scolaire Collège Parc Frot à Meaux qui n'est assurée qu'en période scolaire. - Date de dernière mise à jour : 29 février 2024.    |                                     |                                     |                                     |                                     |                                               |                                          |                                     |                                     |
| E     | Dernière actualisation : — |                                     |                                     |                                     |                                     |                                               |                                          |                                     |                                     |

### Lignes F à J
| Ligne | Caractéristiques | Caractéristiques                                 | Caractéristiques                                 | Caractéristiques                                 | Caractéristiques                                 | Caractéristiques                                 | Caractéristiques                                 | Caractéristiques                                 | Caractéristiques                                 |
| F     | F Fs | F Fs                                             | F Fs                                             | F Fs                                             | F Fs                                             | F Fs                                             | F Fs                                             | F Fs                                             | F Fs                                             |
| F     | Gare de Meaux ⥋ Collot | Gare de Meaux ⥋ Collot                           | Gare de Meaux ⥋ Collot                           | Gare de Meaux ⥋ Collot                           | Gare de Meaux ⥋ Collot                           | Gare de Meaux ⥋ Collot                           | Gare de Meaux ⥋ Collot                           | Gare de Meaux ⥋ Collot                           | Gare de Meaux ⥋ Collot                           |
| ----- | --- | ------------------------------------------------ | ------------------------------------------------ | ------------------------------------------------ | ------------------------------------------------ | ------------------------------------------------ | ------------------------------------------------ | ------------------------------------------------ | ------------------------------------------------ |
| F     | Ouverture / Fermeture 1er janvier 2019 / — | Longueur —                                       | Durée 15 à 20 min                                | Nb. d’arrêts 15                                  | Matériel Standards et articulés                  | Jours de fonctionnement L, Ma, Me, J, V, S, D    | Jour / Soir / Nuit / Fêtes O / N / N / O         | Voy. / an 25 835 courses                         | Dépôt Poincy                                     |
| F     | Desserte : - Villes et lieux desservis : Meaux et Nanteuil-lès-Meaux. - Gare desservie : Meaux. |                                                  |                                                  |                                                  |                                                  |                                                  |                                                  |                                                  |                                                  |
| F     | Autre : - Zone traversée : 5 - Amplitudes horaires : La ligne circule du lundi au samedi de 5 h 20 à 21 h 40, et le dimanche et jours fériés de 6 h 20 à 21 h 35. - Particularités : Les horaires de la ligne sont adaptés du lundi au vendredi en période d'été. - Desserte scolaire : Il existe une desserte des établissements scolaires IUT de Meaux, Lycée Henri Moissan, Lycée Jean Rose et Lycée Jean Vilar à Meaux, et Collège de la Dhuis à Nanteuil-lès-Meaux qui n'est assurée qu'en période scolaire. - Date de dernière mise à jour : 29 février 2024.                                                                                    |                                                  |                                                  |                                                  |                                                  |                                                  |                                                  |                                                  |                                                  |
| F     | Dernière actualisation : — |                                                  |                                                  |                                                  |                                                  |                                                  |                                                  |                                                  |                                                  |
| G     | G Gs | G Gs                                             | G Gs                                             | G Gs                                             | G Gs                                             | G Gs                                             | G Gs                                             | G Gs                                             | G Gs                                             |
| G     | Gare de Meaux ⥋ Musée de la Grande Guerre - Hauts de Chantereine |                                                  |                                                  |                                                  |                                                  |                                                  |                                                  |                                                  |                                                  |
| G     | Ouverture / Fermeture 1er janvier 2019 / — | Longueur —                                       | Durée 10 à 15 min                                | Nb. d’arrêts 9 (11)                              | Matériel Standards                               | Jours de fonctionnement L, Ma, Me, J, V, S, D    | Jour / Soir / Nuit / Fêtes O / N / N / O         | Voy. / an 15 571 courses                         | Dépôt Poincy                                     |
| G     | Desserte : - Ville et lieux desservis : Meaux. - Gare desservie : Meaux. |                                                  |                                                  |                                                  |                                                  |                                                  |                                                  |                                                  |                                                  |
| G     | Autre : - Zone traversée : 5 - Amplitudes horaires : La ligne circule du lundi au vendredi de 5 h à 21 h 30, le samedi de 6 h 30 à 21 h 30, et le dimanche et jours fériés de 6 h 25 à 21 h 35. - Particularités : Le terminus s'effectue à l'arrêt Musée de la Grande Guerre, tandis que le départ à l'arrêt Hauts de Chantereine. Les horaires de la ligne sont adaptés du lundi au vendredi en période d'été. - Desserte scolaire : Il existe une desserte des établissements scolaires Lycée Jean Vilar, Lycée Jean Rose, et Collège Parc Frot à Meaux qui n'est assurée qu'en période scolaire. - Date de dernière mise à jour : 29 février 2024. |                                                  |                                                  |                                                  |                                                  |                                                  |                                                  |                                                  |                                                  |
| G     | Dernière actualisation : — |                                                  |                                                  |                                                  |                                                  |                                                  |                                                  |                                                  |                                                  |
| H     | Gare de Meaux ⥋ Gare de Meaux | Gare de Meaux ⥋ Gare de Meaux                    | Gare de Meaux ⥋ Gare de Meaux                    | Gare de Meaux ⥋ Gare de Meaux                    | Gare de Meaux ⥋ Gare de Meaux                    | Gare de Meaux ⥋ Gare de Meaux                    | Gare de Meaux ⥋ Gare de Meaux                    | Gare de Meaux ⥋ Gare de Meaux                    | Gare de Meaux ⥋ Gare de Meaux                    |
| H     | Ouverture / Fermeture 1er janvier 2019 / — | Longueur —                                       | Durée 20 à 25 min                                | Nb. d’arrêts 9                                   | Matériel Standards et articulés                  | Jours de fonctionnement L, Ma, Me, J, V, S, D    | Jour / Soir / Nuit / Fêtes O / O / N / O         | Voy. / an 15 411 courses                         | Dépôt Poincy                                     |
| H     | Desserte : - Ville et lieux desservis : Meaux. - Gare desservie : Meaux. |                                                  |                                                  |                                                  |                                                  |                                                  |                                                  |                                                  |                                                  |
| H     | Autre : - Zone traversée : 5 - Amplitudes horaires : La ligne circule du lundi au vendredi de 5 h 15 à 22 h 15, le samedi de 5 h 15 à 21 h 35, et le dimanche et jours fériés de 5 h 15 à 21 h 10. - Particularités : La ligne est circulaire. Les horaires de la ligne sont adaptés du lundi au samedi en période d'été. - Date de dernière mise à jour : 29 février 2024. |                                                  |                                                  |                                                  |                                                  |                                                  |                                                  |                                                  |                                                  |
| H     | Dernière actualisation : — |                                                  |                                                  |                                                  |                                                  |                                                  |                                                  |                                                  |                                                  |
| I     | Gare de Meaux ⥋ Colisée de Meaux - Roland Garros | Gare de Meaux ⥋ Colisée de Meaux - Roland Garros | Gare de Meaux ⥋ Colisée de Meaux - Roland Garros | Gare de Meaux ⥋ Colisée de Meaux - Roland Garros | Gare de Meaux ⥋ Colisée de Meaux - Roland Garros | Gare de Meaux ⥋ Colisée de Meaux - Roland Garros | Gare de Meaux ⥋ Colisée de Meaux - Roland Garros | Gare de Meaux ⥋ Colisée de Meaux - Roland Garros | Gare de Meaux ⥋ Colisée de Meaux - Roland Garros |
| I     | Ouverture / Fermeture 1er janvier 2019 / — | Longueur —                                       | Durée 10 à 15 min                                | Nb. d’arrêts 8                                   | Matériel Standards                               | Jours de fonctionnement L, Ma, Me, J, V, S       | Jour / Soir / Nuit / Fêtes O / N / N / N         | Voy. / an 12 930 courses                         | Dépôt Poincy                                     |
| I     | Desserte : - Ville et lieux desservis : Meaux. - Gare desservie : Meaux. |                                                  |                                                  |                                                  |                                                  |                                                  |                                                  |                                                  |                                                  |
| I     | Autre : - Zone traversée : 5 - Amplitudes horaires : La ligne circule du lundi au vendredi de 5 h 25 à 21 h 30, et le samedi de 5 h 30 à 21 h 30. - Particularités : Le terminus s'effectue à l'arrêt Colisée de Meaux, tandis que le départ à l'arrêt Roland Garros. Les horaires de la ligne sont adaptés du lundi au vendredi en période d'été. La ligne ne circule pas le dimanche ni les jours fériés. - Date de dernière mise à jour : 29 février 2024. |                                                  |                                                  |                                                  |                                                  |                                                  |                                                  |                                                  |                                                  |
| I     | Dernière actualisation : — |                                                  |                                                  |                                                  |                                                  |                                                  |                                                  |                                                  |                                                  |
| J     | J Js | J Js                                             | J Js                                             | J Js                                             | J Js                                             | J Js                                             | J Js                                             | J Js                                             | J Js                                             |
| J     | Georges Claude ⥋ Jean Renoir |                                                  |                                                  |                                                  |                                                  |                                                  |                                                  |                                                  |                                                  |
| J     | Ouverture / Fermeture 1er janvier 2019 / — | Longueur —                                       | Durée 20 à 25 min                                | Nb. d’arrêts 15                                  | Matériel Standards et autocars                   | Jours de fonctionnement L, Ma, Me, J, V, S       | Jour / Soir / Nuit / Fêtes O / N / N / N         | Voy. / an 13 514 courses                         | Dépôts Poincy et Lizy-sur-Ourcq                  |
| J     | Desserte : - Ville et lieux desservis : Meaux, Trilport et Germigny-l'Évêque. - Gare desservie : Trilport. |                                                  |                                                  |                                                  |                                                  |                                                  |                                                  |                                                  |                                                  |
| J     | Autre : - Zone traversée : 5 - Amplitudes horaires : La ligne circule du lundi au vendredi de 5 h 20 à 19 h 40, et le samedi de 7 h 20 à 19 h 40. - Particularités : Les horaires de la ligne sont adaptés du lundi au vendredi en période de vacances scolaires et d'été. La ligne ne circule pas le dimanche ni les jours fériés. - Desserte scolaire : Il existe une desserte des établissements scolaires Lycée Charles Baudelaire, Lycée Jean Rose et Lycée Jean Vilar à Meaux qui n'est assurée qu'en période scolaire. - Date de dernière mise à jour : 29 février 2024.                                                                        |                                                  |                                                  |                                                  |                                                  |                                                  |                                                  |                                                  |                                                  |
| J     | Dernière actualisation : — |                                                  |                                                  |                                                  |                                                  |                                                  |                                                  |                                                  |                                                  |

### Lignes K à Q
| Ligne | Caractéristiques | Caractéristiques                                                                            | Caractéristiques                                                                            | Caractéristiques                                                                            | Caractéristiques                                                                            | Caractéristiques                                                                            | Caractéristiques                                                                            | Caractéristiques                                                                            | Caractéristiques                                                                            |
| K     | K Ks | K Ks                                                                                        | K Ks                                                                                        | K Ks                                                                                        | K Ks                                                                                        | K Ks                                                                                        | K Ks                                                                                        | K Ks                                                                                        | K Ks                                                                                        |
| K     | Gare de Meaux ⥋ Gare de Meaux | Gare de Meaux ⥋ Gare de Meaux                                                               | Gare de Meaux ⥋ Gare de Meaux                                                               | Gare de Meaux ⥋ Gare de Meaux                                                               | Gare de Meaux ⥋ Gare de Meaux                                                               | Gare de Meaux ⥋ Gare de Meaux                                                               | Gare de Meaux ⥋ Gare de Meaux                                                               | Gare de Meaux ⥋ Gare de Meaux                                                               | Gare de Meaux ⥋ Gare de Meaux                                                               |
| ----- | --- | ------------------------------------------------------------------------------------------- | ------------------------------------------------------------------------------------------- | ------------------------------------------------------------------------------------------- | ------------------------------------------------------------------------------------------- | ------------------------------------------------------------------------------------------- | ------------------------------------------------------------------------------------------- | ------------------------------------------------------------------------------------------- | ------------------------------------------------------------------------------------------- |
| K     | Ouverture / Fermeture 1er janvier 2019 / — | Longueur —                                                                                  | Durée 35 à 40 min                                                                           | Nb. d’arrêts 19 (20)                                                                        | Matériel Standards                                                                          | Jours de fonctionnement L, Ma, Me, J, V, S, D                                               | Jour / Soir / Nuit / Fêtes O / N / N / O                                                    | Voy. / an 9 854 courses                                                                     | Dépôt Poincy                                                                                |
| K     | Desserte : - Ville et lieux desservis : Meaux, Nanteuil-lès-Meaux et Mareuil-lès-Meaux. - Gare desservie : Meaux. |                                                                                             |                                                                                             |                                                                                             |                                                                                             |                                                                                             |                                                                                             |                                                                                             |                                                                                             |
| K     | Autre : - Zone traversée : 5 - Amplitudes horaires : La ligne circule du lundi au samedi de 5 h 10 à 21 h 45, et le dimanche et jours fériés de 7 h 55 à 20 h 10. - Particularités : La ligne est circulaire. Les horaires de la ligne sont adaptés du lundi au vendredi en période de vacances scolaires et d'été. - Desserte scolaire : Il existe une desserte des établissements scolaire Lycée Henri Moissan, Lycée Jean Rose et Lycée Jean Vilar à Meaux, et Collège de la Dhuis à Nanteuil-lès-Meaux qui n'est assurée qu'en période scolaire. - Date de dernière mise à jour : 29 février 2024. |                                                                                             |                                                                                             |                                                                                             |                                                                                             |                                                                                             |                                                                                             |                                                                                             |                                                                                             |
| K     | Dernière actualisation : — |                                                                                             |                                                                                             |                                                                                             |                                                                                             |                                                                                             |                                                                                             |                                                                                             |                                                                                             |
| L     | L Ls | L Ls                                                                                        | L Ls                                                                                        | L Ls                                                                                        | L Ls                                                                                        | L Ls                                                                                        | L Ls                                                                                        | L Ls                                                                                        | L Ls                                                                                        |
| L     | Gare d'Esbly ⥋ Rue des Prés |                                                                                             |                                                                                             |                                                                                             |                                                                                             |                                                                                             |                                                                                             |                                                                                             |                                                                                             |
| L     | Ouverture / Fermeture 1er janvier 2019 / — | Longueur —                                                                                  | Durée 15 à 20 min                                                                           | Nb. d’arrêts 11                                                                             | Matériel Autocars                                                                           | Jours de fonctionnement L, Ma, Me, J, V, S                                                  | Jour / Soir / Nuit / Fêtes O / N / N / N                                                    | Voy. / an 6 342 courses                                                                     | Dépôt Poincy                                                                                |
| L     | Desserte : - Ville et lieux desservis : Esbly, Isles-lès-Villenoy, Vignely et Trilbardou. - Gare desservie : Esbly. |                                                                                             |                                                                                             |                                                                                             |                                                                                             |                                                                                             |                                                                                             |                                                                                             |                                                                                             |
| L     | Autre : - Zone traversée : 5 - Amplitudes horaires : La ligne circule du lundi au vendredi de 6 h 5 à 19 h 40, et le samedi de 7 h 30 à 13 h 55. - Particularités : Les horaires de la ligne sont adaptés du lundi au vendredi en période de vacances scolaires. La ligne ne circule pas le dimanche ni les jours fériés. - Desserte scolaire : Il existe une desserte de l'établissement scolaire Collège Louis Braille à Esbly qui n'est assurée qu'en période scolaire. - Date de dernière mise à jour : 29 février 2024.                                                                           |                                                                                             |                                                                                             |                                                                                             |                                                                                             |                                                                                             |                                                                                             |                                                                                             |                                                                                             |
| L     | Dernière actualisation : — |                                                                                             |                                                                                             |                                                                                             |                                                                                             |                                                                                             |                                                                                             |                                                                                             |                                                                                             |
| M     | M Ms | M Ms                                                                                        | M Ms                                                                                        | M Ms                                                                                        | M Ms                                                                                        | M Ms                                                                                        | M Ms                                                                                        | M Ms                                                                                        | M Ms                                                                                        |
| M     | Georges Claude ⥋ Église |                                                                                             |                                                                                             |                                                                                             |                                                                                             |                                                                                             |                                                                                             |                                                                                             |                                                                                             |
| M     | Ouverture / Fermeture 1er janvier 2019 / — | Longueur —                                                                                  | Durée 25 à 30 min                                                                           | Nb. d’arrêts 13                                                                             | Matériel Autocars                                                                           | Jours de fonctionnement L, Ma, Me, J, V, S                                                  | Jour / Soir / Nuit / Fêtes O / N / N / N                                                    | Voy. / an 8 514 courses                                                                     | Dépôts Poincy et Lizy-sur-Ourcq                                                             |
| M     | Desserte : - Villes et lieux desservis : Meaux, Trilport, Fublaines et Montceaux-lès-Meaux. - Gare desservie : Trilport. |                                                                                             |                                                                                             |                                                                                             |                                                                                             |                                                                                             |                                                                                             |                                                                                             |                                                                                             |
| M     | Autre : - Zone traversée : 5 - Amplitudes horaires : La ligne circule du lundi au vendredi de 5 h 10 à 19 h 45, et le samedi de 7 h 15 à 19 h 45. - Particularités : Les horaires de la ligne sont adaptés du lundi au vendredi en période d'été. La ligne ne circule pas le dimanche ni les jours fériés. - Desserte scolaire : Il existe une desserte des établissements scolaires AFPA, Lycée Charles Baudelaire, Lycée Jean Rose et Lycée Jean Vilar à Meaux, et Collège Bois de l'Enclume à Trilport qui n'est assurée qu'en période scolaire. - Date de dernière mise à jour : 29 février 2024.  |                                                                                             |                                                                                             |                                                                                             |                                                                                             |                                                                                             |                                                                                             |                                                                                             |                                                                                             |
| M     | Dernière actualisation : — |                                                                                             |                                                                                             |                                                                                             |                                                                                             |                                                                                             |                                                                                             |                                                                                             |                                                                                             |
| N     | N Ns | N Ns                                                                                        | N Ns                                                                                        | N Ns                                                                                        | N Ns                                                                                        | N Ns                                                                                        | N Ns                                                                                        | N Ns                                                                                        | N Ns                                                                                        |
| N     | Gare de Meaux ⥋ Gare de Meaux |                                                                                             |                                                                                             |                                                                                             |                                                                                             |                                                                                             |                                                                                             |                                                                                             |                                                                                             |
| N     | Ouverture / Fermeture 1er janvier 2019 / — | Longueur —                                                                                  | Durée 20 à 25 min                                                                           | Nb. d’arrêts 8                                                                              | Matériel Standards                                                                          | Jours de fonctionnement L, Ma, Me, J, V, S                                                  | Jour / Soir / Nuit / Fêtes O / N / N / N                                                    | Voy. / an 7 436 courses                                                                     | Dépôt Poincy                                                                                |
| N     | Desserte : - Villes et lieux desservis : Meaux, Villenoy et Chauconin-Neufmontiers. - Gare desservie : Meaux. |                                                                                             |                                                                                             |                                                                                             |                                                                                             |                                                                                             |                                                                                             |                                                                                             |                                                                                             |
| N     | Autre : - Zone traversée : 5 - Amplitudes horaires : La ligne circule du lundi au vendredi de 6 h 20 à 19 h 15, et le samedi de 6 h 20 à 18 h 45. - Particularités : La ligne est circulaire. Les horaires de la ligne sont adaptés du lundi au vendredi en période d'été. La ligne ne circule pas le dimanche ni les jours fériés. - Desserte scolaire : Il existe une desserte des établissements scolaires Lycée Pierre de Coubertin à Meaux, et Institut des Métiers à Villenoy qui n'est assurée qu'en période scolaire. - Date de dernière mise à jour : 29 février 2024.                        |                                                                                             |                                                                                             |                                                                                             |                                                                                             |                                                                                             |                                                                                             |                                                                                             |                                                                                             |
| N     | Dernière actualisation : — |                                                                                             |                                                                                             |                                                                                             |                                                                                             |                                                                                             |                                                                                             |                                                                                             |                                                                                             |
| Os    | Jean Rose ⥋ Mairie | Jean Rose ⥋ Mairie                                                                          | Jean Rose ⥋ Mairie                                                                          | Jean Rose ⥋ Mairie                                                                          | Jean Rose ⥋ Mairie                                                                          | Jean Rose ⥋ Mairie                                                                          | Jean Rose ⥋ Mairie                                                                          | Jean Rose ⥋ Mairie                                                                          | Jean Rose ⥋ Mairie                                                                          |
| Os    | Ouverture / Fermeture 1er janvier 2019 / — | Longueur —                                                                                  | Durée 20 à 25 min                                                                           | Nb. d’arrêts 5                                                                              | Matériel Standards                                                                          | Jours de fonctionnement L, Ma, Me, J, V, S                                                  | Jour / Soir / Nuit / Fêtes O / N / N / N                                                    | Voy. / an —                                                                                 | Dépôt Poincy                                                                                |
| Os    | Desserte : - Villes et lieux desservis : Meaux et Poincy. |                                                                                             |                                                                                             |                                                                                             |                                                                                             |                                                                                             |                                                                                             |                                                                                             |                                                                                             |
| Os    | Autre : - Zone traversée : 5 - Amplitudes horaires : La ligne circule du lundi au vendredi en période scolaire à raison d'un aller le matin et deux deux retours l'après-midi ou le mercredi à midi, et le samedi en période scolaire à raison d'un aller le matin et d'un retour à midi. - Date de dernière mise à jour : 29 février 2024. |                                                                                             |                                                                                             |                                                                                             |                                                                                             |                                                                                             |                                                                                             |                                                                                             |                                                                                             |
| Os    | Dernière actualisation : — |                                                                                             |                                                                                             |                                                                                             |                                                                                             |                                                                                             |                                                                                             |                                                                                             |                                                                                             |
| Qs    | Collège le Bois de l'Enclume ⥋ Poincy / Germigny-l'Évêque / Varreddes / Armentières-en-Brie | Collège le Bois de l'Enclume ⥋ Poincy / Germigny-l'Évêque / Varreddes / Armentières-en-Brie | Collège le Bois de l'Enclume ⥋ Poincy / Germigny-l'Évêque / Varreddes / Armentières-en-Brie | Collège le Bois de l'Enclume ⥋ Poincy / Germigny-l'Évêque / Varreddes / Armentières-en-Brie | Collège le Bois de l'Enclume ⥋ Poincy / Germigny-l'Évêque / Varreddes / Armentières-en-Brie | Collège le Bois de l'Enclume ⥋ Poincy / Germigny-l'Évêque / Varreddes / Armentières-en-Brie | Collège le Bois de l'Enclume ⥋ Poincy / Germigny-l'Évêque / Varreddes / Armentières-en-Brie | Collège le Bois de l'Enclume ⥋ Poincy / Germigny-l'Évêque / Varreddes / Armentières-en-Brie | Collège le Bois de l'Enclume ⥋ Poincy / Germigny-l'Évêque / Varreddes / Armentières-en-Brie |
| Qs    | Ouverture / Fermeture 1er janvier 2019 / — | Longueur —                                                                                  | Durée 10 à 30 min                                                                           | Nb. d’arrêts 28                                                                             | Matériel Standards et Autocars                                                              | Jours de fonctionnement L, Ma, Me, J, V                                                     | Jour / Soir / Nuit / Fêtes O / N / N / N                                                    | Voy. / an —                                                                                 | Dépôts Poincy et Lizy-sur-Ourcq                                                             |
| Qs    | Desserte : - Villes et lieux desservis : Trilport, Poincy, Meaux, Germigny-l'Évêque, Varreddes, Fublaines, Montceaux-lès-Meaux et Armentières-en-Brie. |                                                                                             |                                                                                             |                                                                                             |                                                                                             |                                                                                             |                                                                                             |                                                                                             |                                                                                             |
| Qs    | Autre : - Zone traversée : 5 - Amplitudes horaires : La ligne circule du lundi au vendredi en période scolaire à raison de cinq allers le matin, et de huit retours l'après-midi ou de cinq le mercredi à midi. - Date de dernière mise à jour : 29 février 2024. |                                                                                             |                                                                                             |                                                                                             |                                                                                             |                                                                                             |                                                                                             |                                                                                             |                                                                                             |
| Qs    | Dernière actualisation : — |                                                                                             |                                                                                             |                                                                                             |                                                                                             |                                                                                             |                                                                                             |                                                                                             |                                                                                             |

### Lignes R et S
| Ligne | Caractéristiques | Caractéristiques                      | Caractéristiques                      | Caractéristiques                      | Caractéristiques                      | Caractéristiques                              | Caractéristiques                         | Caractéristiques                      | Caractéristiques                      |
| R     | Gare de Meaux ⥋ Guillaume Apollinaire | Gare de Meaux ⥋ Guillaume Apollinaire | Gare de Meaux ⥋ Guillaume Apollinaire | Gare de Meaux ⥋ Guillaume Apollinaire | Gare de Meaux ⥋ Guillaume Apollinaire | Gare de Meaux ⥋ Guillaume Apollinaire         | Gare de Meaux ⥋ Guillaume Apollinaire    | Gare de Meaux ⥋ Guillaume Apollinaire | Gare de Meaux ⥋ Guillaume Apollinaire |
| ----- | --- | ------------------------------------- | ------------------------------------- | ------------------------------------- | ------------------------------------- | --------------------------------------------- | ---------------------------------------- | ------------------------------------- | ------------------------------------- |
| R     | Ouverture / Fermeture 31 juillet 2023 / — | Longueur —                            | Durée 20 à 55 min                     | Nb. d’arrêts 23 (31)                  | Matériel Autocars                     | Jours de fonctionnement L, Ma, Me, J, V, S, D | Jour / Soir / Nuit / Fêtes O / O / N / O | Voy. / an —                           | Dépôts Poincy et Lizy-sur-Ourcq       |
| R     | Desserte : - Villes et lieux desservis : Meaux, Varreddes, Congis-sur-Thérouanne, Isles-les-Meldeuses, Mary-sur-Marne et Lizy-sur-Ourcq. - Gares desservies : Meaux et Lizy-sur-Ourcq. |                                       |                                       |                                       |                                       |                                               |                                          |                                       |                                       |
| R     | Autre : - Zone traversée : 5 - Amplitudes horaires : La ligne circule du lundi au vendredi de 4 h 55 à 22 h 5, le samedi de 6 h 45 à 22 h 5 et le dimanche et jours fériés de 6 h 55 à 22 h 5. - Particularités : - Certaines courses desservent les arrêts Le Gué à Tresmes à Congis-sur-Thérouanne et Pavillons à Varreddes du lundi au samedi, tandis que les autres desservent l'arrêt Église à Varreddes. - Certaines courses au départ de l'arrêt Guillaume Apollinaire à Lizy-sur-Ourcq se terminent à l'arrêt Mairie à Congis-sur-Thérouanne en période scolaire. - Desserte scolaire : Il existe une desserte des établissements scolaires Lycée Jean Rose, Lycée Bossuet, Collège Sainte-Marie, Collège Henri IV à Meaux, Lycée du Gué à Tresmes à Congis-sur-Thérouanne, CFA à Ocquerre et Collège Camille Saint-Saëns à Lizy-sur-Ourcq. - Date de dernière mise à jour : 29 février 2024. |                                       |                                       |                                       |                                       |                                               |                                          |                                       |                                       |
| R     | Dernière actualisation : — |                                       |                                       |                                       |                                       |                                               |                                          |                                       |                                       |
| S     | Gare de Meaux ⥋ Ancien Calvaire | Gare de Meaux ⥋ Ancien Calvaire       | Gare de Meaux ⥋ Ancien Calvaire       | Gare de Meaux ⥋ Ancien Calvaire       | Gare de Meaux ⥋ Ancien Calvaire       | Gare de Meaux ⥋ Ancien Calvaire               | Gare de Meaux ⥋ Ancien Calvaire          | Gare de Meaux ⥋ Ancien Calvaire       | Gare de Meaux ⥋ Ancien Calvaire       |
| S     | Ouverture / Fermeture 31 juillet 2023 / — | Longueur —                            | Durée 40 à 45 min                     | Nb. d’arrêts 24 (26)                  | Matériel Autocars                     | Jours de fonctionnement L, Ma, Me, J, V, S    | Jour / Soir / Nuit / Fêtes O / N / N / N | Voy. / an —                           | Dépôts Poincy et Lizy-sur-Ourcq       |
| S     | Desserte : - Villes et lieux desservis : Meaux, Varreddes, Étrépilly, Trocy-en-Multien, Le Plessis-Placy et May-en-Multien. - Gare desservie : Meaux. |                                       |                                       |                                       |                                       |                                               |                                          |                                       |                                       |
| S     | Autre : - Zone traversée : 5 - Amplitudes horaires : La ligne circule du lundi au vendredi de 5 h 50 à 21 h 5, et le samedi de 7 h 20 à 19 h. - Particularités : La ligne ne circule pas le dimanche ni les jours fériés. - Desserte scolaire : Il existe une desserte des établissements scolaires Lycée Jean Rose, Lycée Bossuet, Collège Sainte-Marie, et Collège Henri IV à Meaux qui n'est assurée qu'en période scolaire. - Date de dernière mise à jour : 29 février 2024. |                                       |                                       |                                       |                                       |                                               |                                          |                                       |                                       |
| S     | Dernière actualisation : — |                                       |                                       |                                       |                                       |                                               |                                          |                                       |                                       |

### Lignes 01 à 09
| Ligne | Caractéristiques | Caractéristiques                                      | Caractéristiques                                      | Caractéristiques                                      | Caractéristiques                                      | Caractéristiques                                      | Caractéristiques                                      | Caractéristiques                                      | Caractéristiques                                      |
| 02    | Gare de Meaux ⥋ Place Saint-Jean | Gare de Meaux ⥋ Place Saint-Jean                      | Gare de Meaux ⥋ Place Saint-Jean                      | Gare de Meaux ⥋ Place Saint-Jean                      | Gare de Meaux ⥋ Place Saint-Jean                      | Gare de Meaux ⥋ Place Saint-Jean                      | Gare de Meaux ⥋ Place Saint-Jean                      | Gare de Meaux ⥋ Place Saint-Jean                      | Gare de Meaux ⥋ Place Saint-Jean                      |
| ----- | --- | ----------------------------------------------------- | ----------------------------------------------------- | ----------------------------------------------------- | ----------------------------------------------------- | ----------------------------------------------------- | ----------------------------------------------------- | ----------------------------------------------------- | ----------------------------------------------------- |
| 02    | Ouverture / Fermeture — / — | Longueur —                                            | Durée 50 à 100 min                                    | Nb. d’arrêts 18                                       | Matériel Autocars                                     | Jours de fonctionnement L, Ma, Me, J, V, S, D         | Jour / Soir / Nuit / Fêtes O / N / N / O              | Voy. / an —                                           | Dépôts Poincy et La Rochette                          |
| 02    | Desserte : - Villes et lieux desservis : Meaux, Nanteuil-lès-Meaux, Serris, Villeneuve-Saint-Denis, Favières, Tournan-en-Brie, Gretz-Armainvilliers, Chevry-Cossigny, Brie-Comte-Robert, Melun. - Gares desservies : Meaux et Tournan. |                                                       |                                                       |                                                       |                                                       |                                                       |                                                       |                                                       |                                                       |
| 02    | Autre : - Zone traversée : 5 - Amplitudes horaires : La ligne circule du lundi au vendredi de 5 h 15 à 22 h 5 et les week-ends et jours fériés de 6 h 10 à 21 h 45. - Date de dernière mise à jour : 29 février 2024. |                                                       |                                                       |                                                       |                                                       |                                                       |                                                       |                                                       |                                                       |
| 02    | Dernière actualisation : — |                                                       |                                                       |                                                       |                                                       |                                                       |                                                       |                                                       |                                                       |
| 4     | Gare d'Esbly ⥋ 11 Novembre 1918 - Jean Vilar | Gare d'Esbly ⥋ 11 Novembre 1918 - Jean Vilar          | Gare d'Esbly ⥋ 11 Novembre 1918 - Jean Vilar          | Gare d'Esbly ⥋ 11 Novembre 1918 - Jean Vilar          | Gare d'Esbly ⥋ 11 Novembre 1918 - Jean Vilar          | Gare d'Esbly ⥋ 11 Novembre 1918 - Jean Vilar          | Gare d'Esbly ⥋ 11 Novembre 1918 - Jean Vilar          | Gare d'Esbly ⥋ 11 Novembre 1918 - Jean Vilar          | Gare d'Esbly ⥋ 11 Novembre 1918 - Jean Vilar          |
| 4     | Ouverture / Fermeture — / — | Longueur —                                            | Durée 20 à 55 min                                     | Nb. d’arrêts 35                                       | Matériel Standards et autocars                        | Jours de fonctionnement L, Ma, Me, J, V, S            | Jour / Soir / Nuit / Fêtes O / N / N / N              | Voy. / an 14 062 courses                              | Dépôt Poincy                                          |
| 4     | Desserte : - Villes et lieux desservis : Esbly, Montry, Condé-Sainte-Libiaire, Quincy-Voisins, Mareuil-lès-Meaux, Nanteuil-lès-Meaux et Meaux. - Gare desservie : Esbly. |                                                       |                                                       |                                                       |                                                       |                                                       |                                                       |                                                       |                                                       |
| 4     | Autre : - Zone traversée : 5 - Amplitudes horaires : La ligne circule du lundi au vendredi de 5 h à 20 h 55, et le samedi de 6 h 5 à 19 h 40. - Particularités : Le terminus s'effectue à l'arrêt 11 Novembre 1918, tandis que le départ à l'arrêt Jean Vilar. La ligne ne circule pas le dimanche ni les jours fériés. - Desserte scolaire : Il existe une desserte des établissements scolaires Collège Louis Braille à Esbly, et Collège de la Dhuis à Nanteuil-lès-Meaux qui n'est assurée qu'en période scolaire. - Date de dernière mise à jour : 29 février 2024. |                                                       |                                                       |                                                       |                                                       |                                                       |                                                       |                                                       |                                                       |
| 4     | Dernière actualisation : — |                                                       |                                                       |                                                       |                                                       |                                                       |                                                       |                                                       |                                                       |
| 4A    | Gare d'Esbly / Ségy / Braunston ⥋ Collège de la Dhuis | Gare d'Esbly / Ségy / Braunston ⥋ Collège de la Dhuis | Gare d'Esbly / Ségy / Braunston ⥋ Collège de la Dhuis | Gare d'Esbly / Ségy / Braunston ⥋ Collège de la Dhuis | Gare d'Esbly / Ségy / Braunston ⥋ Collège de la Dhuis | Gare d'Esbly / Ségy / Braunston ⥋ Collège de la Dhuis | Gare d'Esbly / Ségy / Braunston ⥋ Collège de la Dhuis | Gare d'Esbly / Ségy / Braunston ⥋ Collège de la Dhuis | Gare d'Esbly / Ségy / Braunston ⥋ Collège de la Dhuis |
| 4A    | Ouverture / Fermeture — / — | Longueur —                                            | Durée 10 à 35 min                                     | Nb. d’arrêts 26                                       | Matériel Autocars                                     | Jours de fonctionnement L, Ma, Me, J, V               | Jour / Soir / Nuit / Fêtes O / N / N / N              | Voy. / an —                                           | Dépôt Poincy                                          |
| 4A    | Desserte : - Villes et lieux desservis : Esbly, Montry, Condé-Sainte-Libiaire, Quincy-Voisins et Nanteuil-lès-Meaux. - Gares desservies : Esbly. |                                                       |                                                       |                                                       |                                                       |                                                       |                                                       |                                                       |                                                       |
| 4A    | Autre : - Zone traversée : 5 - Arrêts non accessibles aux UFR : — - Amplitudes horaires : La ligne fonctionne du lundi au vendredi en période scolaire de 7 h 35 à 9 h et de 16 h 5 à 17 h 30, de 11 h 25 à 12 h 50 le mercredi. - Particularités : Certains services circulent uniquement de Nanteuil-lès-Meaux à Quincy-Voisins. - Date de dernière mise à jour : 29 février 2024. |                                                       |                                                       |                                                       |                                                       |                                                       |                                                       |                                                       |                                                       |
| 4A    | Dernière actualisation : — |                                                       |                                                       |                                                       |                                                       |                                                       |                                                       |                                                       |                                                       |
| 4C    | Collège Louis Braille ⥋ Ségy | Collège Louis Braille ⥋ Ségy                          | Collège Louis Braille ⥋ Ségy                          | Collège Louis Braille ⥋ Ségy                          | Collège Louis Braille ⥋ Ségy                          | Collège Louis Braille ⥋ Ségy                          | Collège Louis Braille ⥋ Ségy                          | Collège Louis Braille ⥋ Ségy                          | Collège Louis Braille ⥋ Ségy                          |
| 4C    | Ouverture / Fermeture — / — | Longueur —                                            | Durée 20 à 25 min                                     | Nb. d’arrêts 18                                       | Matériel Autocars                                     | Jours de fonctionnement L, Ma, Me, J, V               | Jour / Soir / Nuit / Fêtes O / N / N / N              | Voy. / an —                                           | Dépôt Poincy                                          |
| 4C    | Desserte : - Villes et lieux desservis : Esbly, Montry, Condé-Sainte-Libiaire et Quincy-Voisins |                                                       |                                                       |                                                       |                                                       |                                                       |                                                       |                                                       |                                                       |
| 4C    | Autre : - Zone traversée : 5 - Amplitudes horaires : La ligne circule du lundi au vendredi en période scolaire à raison de deux allers le matin, et de deux retours l'après-midi ou d'un le mercredi à midi. - Date de dernière mise à jour : 29 février 2024. |                                                       |                                                       |                                                       |                                                       |                                                       |                                                       |                                                       |                                                       |
| 4C    | Dernière actualisation : — |                                                       |                                                       |                                                       |                                                       |                                                       |                                                       |                                                       |                                                       |

### Lignes 10 à 19
| Ligne | Caractéristiques | Caractéristiques                                                            | Caractéristiques                                                            | Caractéristiques                                                            | Caractéristiques                                                            | Caractéristiques                                                            | Caractéristiques                                                            | Caractéristiques                                                            | Caractéristiques                                                            |
| 10    | Le Gué à Tresmes ⥋ Gare de Meaux / Ancien Calvaire / Gare de Lizy-sur-Ourcq | Le Gué à Tresmes ⥋ Gare de Meaux / Ancien Calvaire / Gare de Lizy-sur-Ourcq | Le Gué à Tresmes ⥋ Gare de Meaux / Ancien Calvaire / Gare de Lizy-sur-Ourcq | Le Gué à Tresmes ⥋ Gare de Meaux / Ancien Calvaire / Gare de Lizy-sur-Ourcq | Le Gué à Tresmes ⥋ Gare de Meaux / Ancien Calvaire / Gare de Lizy-sur-Ourcq | Le Gué à Tresmes ⥋ Gare de Meaux / Ancien Calvaire / Gare de Lizy-sur-Ourcq | Le Gué à Tresmes ⥋ Gare de Meaux / Ancien Calvaire / Gare de Lizy-sur-Ourcq | Le Gué à Tresmes ⥋ Gare de Meaux / Ancien Calvaire / Gare de Lizy-sur-Ourcq | Le Gué à Tresmes ⥋ Gare de Meaux / Ancien Calvaire / Gare de Lizy-sur-Ourcq |
| ----- | --- | --------------------------------------------------------------------------- | --------------------------------------------------------------------------- | --------------------------------------------------------------------------- | --------------------------------------------------------------------------- | --------------------------------------------------------------------------- | --------------------------------------------------------------------------- | --------------------------------------------------------------------------- | --------------------------------------------------------------------------- |
| 10    | Ouverture / Fermeture — / — | Longueur —                                                                  | Durée 10 à 30 min                                                           | Nb. d’arrêts 24                                                             | Matériel Autocars                                                           | Jours de fonctionnement L, Ma, Me, J, V                                     | Jour / Soir / Nuit / Fêtes O / N / N / N                                    | Voy. / an —                                                                 | Dépôt Lizy-sur-Ourcq                                                        |
| 10    | Desserte : - Villes et lieux desservis : Meaux, Varreddes, May-en-Multien, Le Plessis-Placy, Trocy-en-Multien, Étrépilly, Lizy-sur-Ourcq et Congis-sur-Thérouanne. - Gares desservies : Meaux et Lizy-sur-Ourcq.                                                                                      |                                                                             |                                                                             |                                                                             |                                                                             |                                                                             |                                                                             |                                                                             |                                                                             |
| 10    | Autre : - Zone traversée : 5 - Amplitudes horaires : La ligne circule du lundi au vendredi en période scolaire de 7 h 40 à 9 h 25, puis de 12 h 40 à 19 h. - Date de dernière mise à jour : 29 février 2024.                                                                                          |                                                                             |                                                                             |                                                                             |                                                                             |                                                                             |                                                                             |                                                                             |                                                                             |
| 10    | Dernière actualisation : — |                                                                             |                                                                             |                                                                             |                                                                             |                                                                             |                                                                             |                                                                             |                                                                             |
| 18    | Gare de Meaux ⥋ Gare de Melun | Gare de Meaux ⥋ Gare de Melun                                               | Gare de Meaux ⥋ Gare de Melun                                               | Gare de Meaux ⥋ Gare de Melun                                               | Gare de Meaux ⥋ Gare de Melun                                               | Gare de Meaux ⥋ Gare de Melun                                               | Gare de Meaux ⥋ Gare de Melun                                               | Gare de Meaux ⥋ Gare de Melun                                               | Gare de Meaux ⥋ Gare de Melun                                               |
| 18    | Ouverture / Fermeture — / — | Longueur —                                                                  | Durée 45 à 110 min                                                          | Nb. d’arrêts 11 (12)                                                        | Matériel Autocars                                                           | Jours de fonctionnement L, Ma, Me, J, V, S, D                               | Jour / Soir / Nuit / Fêtes O / O / N / O                                    | Voy. / an 33 095 courses                                                    | Dépôts Poincy, Ferrières-en-Brie et La Rochette                             |
| 18    | Desserte : - Villes et lieux desservis : Lieusaint, Lognes, Meaux, Melun, Moissy-Cramayel, Nanteuil-lès-Meaux, Pontault-Combault, Serris et Torcy. - Gares desservies : Émerainville - Pontault-Combault, Lieusaint - Moissy, Meaux, Melun, Torcy et Val d'Europe.                                    |                                                                             |                                                                             |                                                                             |                                                                             |                                                                             |                                                                             |                                                                             |                                                                             |
| 18    | Autre : - Zone traversée : 5 - Amplitudes horaires : La ligne circule du lundi au vendredi de 4 h 15 à 0 h 40, le samedi de 5 h 5 à 22 h 35, et le dimanche et jours fériés de 5 h 30 à 22 h 30. - Date de dernière mise à jour : 29 février 2024.                                                    |                                                                             |                                                                             |                                                                             |                                                                             |                                                                             |                                                                             |                                                                             |                                                                             |
| 18    | Dernière actualisation : — |                                                                             |                                                                             |                                                                             |                                                                             |                                                                             |                                                                             |                                                                             |                                                                             |
| 19    | Gare de Meaux ⥋ Gare de Val d'Europe | Gare de Meaux ⥋ Gare de Val d'Europe                                        | Gare de Meaux ⥋ Gare de Val d'Europe                                        | Gare de Meaux ⥋ Gare de Val d'Europe                                        | Gare de Meaux ⥋ Gare de Val d'Europe                                        | Gare de Meaux ⥋ Gare de Val d'Europe                                        | Gare de Meaux ⥋ Gare de Val d'Europe                                        | Gare de Meaux ⥋ Gare de Val d'Europe                                        | Gare de Meaux ⥋ Gare de Val d'Europe                                        |
| 19    | Ouverture / Fermeture — / — | Longueur —                                                                  | Durée 30 à 45 min                                                           | Nb. d’arrêts 17 (18)                                                        | Matériel Autocars                                                           | Jours de fonctionnement L, Ma, Me, J, V, S, D                               | Jour / Soir / Nuit / Fêtes O / O / N / O                                    | Voy. / an 39 573 courses                                                    | Dépôt Poincy                                                                |
| 19    | Desserte : - Villes et lieux desservis : Meaux, Nanteuil-lès-Meaux, Quincy-Voisins, Couilly-Pont-aux-Dames, Saint-Germain-sur-Morin, Montry, Magny-le-Hongre, Coupvray, Chessy et Serris. - Gares desservies : Meaux, Couilly - Saint-Germain - Quincy, Marne-la-Vallée - Chessy Sud et Val d'Europe. |                                                                             |                                                                             |                                                                             |                                                                             |                                                                             |                                                                             |                                                                             |                                                                             |
| 19    | Autre : - Zone traversée : 5 - Amplitudes horaires : La ligne circule du lundi au vendredi de 5 h 20 à 1 h 55, et les week-ends et jours fériés de 5 h 35 à 1 h 55. - Date de dernière mise à jour : 29 février 2024.                                                                                 |                                                                             |                                                                             |                                                                             |                                                                             |                                                                             |                                                                             |                                                                             |                                                                             |
| 19    | Dernière actualisation : — |                                                                             |                                                                             |                                                                             |                                                                             |                                                                             |                                                                             |                                                                             |                                                                             |

### Lignes 20 à 29
| Ligne | Caractéristiques | Caractéristiques                                          | Caractéristiques                                          | Caractéristiques                                          | Caractéristiques                                          | Caractéristiques                                          | Caractéristiques                                          | Caractéristiques                                          | Caractéristiques                                          |
| 20    | Gare de Meaux ⥋ Roissypôle Aéroport CDG1 | Gare de Meaux ⥋ Roissypôle Aéroport CDG1                  | Gare de Meaux ⥋ Roissypôle Aéroport CDG1                  | Gare de Meaux ⥋ Roissypôle Aéroport CDG1                  | Gare de Meaux ⥋ Roissypôle Aéroport CDG1                  | Gare de Meaux ⥋ Roissypôle Aéroport CDG1                  | Gare de Meaux ⥋ Roissypôle Aéroport CDG1                  | Gare de Meaux ⥋ Roissypôle Aéroport CDG1                  | Gare de Meaux ⥋ Roissypôle Aéroport CDG1                  |
| ----- | --- | --------------------------------------------------------- | --------------------------------------------------------- | --------------------------------------------------------- | --------------------------------------------------------- | --------------------------------------------------------- | --------------------------------------------------------- | --------------------------------------------------------- | --------------------------------------------------------- |
| 20    | Ouverture / Fermeture — / — | Longueur —                                                | Durée 40 à 60 min                                         | Nb. d’arrêts 8                                            | Matériel Autocars                                         | Jours de fonctionnement L, Ma, Me, J, V, S, D             | Jour / Soir / Nuit / Fêtes O / O / N / O                  | Voy. / an 28 747 courses                                  | Dépôt Poincy                                              |
| 20    | Desserte : - Villes et lieux desservis : Meaux, Claye-Souilly et Tremblay-en-France. - Gares desservies : Meaux et Aéroport Charles-de-Gaulle 1 |                                                           |                                                           |                                                           |                                                           |                                                           |                                                           |                                                           |                                                           |
| 20    | Autre : - Zone traversée : 5 - Amplitudes horaires : La ligne circule du lundi au vendredi de 4 h 0 à 0 h 40, le samedi de 4 h 30 à 0 h 40, et le dimanche et jours fériés de 5 h 0 à 22 h 40. - Date de dernière mise à jour : 29 février 2024. |                                                           |                                                           |                                                           |                                                           |                                                           |                                                           |                                                           |                                                           |
| 20    | Dernière actualisation : — |                                                           |                                                           |                                                           |                                                           |                                                           |                                                           |                                                           |                                                           |
| 21    | Collot / Henri IV Jardin / Jean Vilar ⥋ Centre / Brinches | Collot / Henri IV Jardin / Jean Vilar ⥋ Centre / Brinches | Collot / Henri IV Jardin / Jean Vilar ⥋ Centre / Brinches | Collot / Henri IV Jardin / Jean Vilar ⥋ Centre / Brinches | Collot / Henri IV Jardin / Jean Vilar ⥋ Centre / Brinches | Collot / Henri IV Jardin / Jean Vilar ⥋ Centre / Brinches | Collot / Henri IV Jardin / Jean Vilar ⥋ Centre / Brinches | Collot / Henri IV Jardin / Jean Vilar ⥋ Centre / Brinches | Collot / Henri IV Jardin / Jean Vilar ⥋ Centre / Brinches |
| 21    | Ouverture / Fermeture — / — | Longueur —                                                | Durée 10 à 40 min                                         | Nb. d’arrêts —                                            | Matériel Autocars                                         | Jours de fonctionnement L, Ma, Me, J, V, S                | Jour / Soir / Nuit / Fêtes O / N / N / N                  | Voy. / an 8 919 courses                                   | Dépôt Poincy                                              |
| 21    | Desserte : - Villes et lieux desservis : Meaux, Nanteuil-lès-Meaux, Boutigny, Saint-Fiacre, Villemareuil, et Fublaines. - Gare desservie : Meaux. |                                                           |                                                           |                                                           |                                                           |                                                           |                                                           |                                                           |                                                           |
| 21    | Autre : - Zone traversée : 5 - Amplitudes horaires : La ligne circule du lundi au vendredi de 5 h 30 à 19 h 45, et le samedi de 7 h 35 à 13 h 30. - Particularités : La ligne ne circule pas le dimanche ni les jours fériés. - Desserte scolaire : Il existe une desserte des établissements scolaires Collège de la Dhuis à Nanteuil-lès-Meaux, et des écoles de Boutigny, Saint-Fiacre et Villemareuil qui n'est assurée qu'en période scolaire. - Date de dernière mise à jour : 29 février 2024. |                                                           |                                                           |                                                           |                                                           |                                                           |                                                           |                                                           |                                                           |
| 21    | Dernière actualisation : — |                                                           |                                                           |                                                           |                                                           |                                                           |                                                           |                                                           |                                                           |
| 21S   | Collège de la Dhuis ⥋ Magny Saint Loup / Brinches | Collège de la Dhuis ⥋ Magny Saint Loup / Brinches         | Collège de la Dhuis ⥋ Magny Saint Loup / Brinches         | Collège de la Dhuis ⥋ Magny Saint Loup / Brinches         | Collège de la Dhuis ⥋ Magny Saint Loup / Brinches         | Collège de la Dhuis ⥋ Magny Saint Loup / Brinches         | Collège de la Dhuis ⥋ Magny Saint Loup / Brinches         | Collège de la Dhuis ⥋ Magny Saint Loup / Brinches         | Collège de la Dhuis ⥋ Magny Saint Loup / Brinches         |
| 21S   | Ouverture / Fermeture — / — | Longueur —                                                | Durée 15 à 40 min                                         | Nb. d’arrêts —                                            | Matériel Autocars                                         | Jours de fonctionnement L, Ma, Me, J, V                   | Jour / Soir / Nuit / Fêtes O / N / N / N                  | Voy. / an —                                               | Dépôt Poincy                                              |
| 21S   | Desserte : - Villes et lieux desservis : Nanteuil-lès-Meaux, Boutigny, Saint-Fiacre, Villemareuil et Fublaines. |                                                           |                                                           |                                                           |                                                           |                                                           |                                                           |                                                           |                                                           |
| 21S   | Autre : - Zone traversée : 5 - Amplitudes horaires : La ligne circule du lundi au vendredi en période scolaire de 7 h 20 à 17 h 45. - Date de dernière mise à jour : 29 février 2024. |                                                           |                                                           |                                                           |                                                           |                                                           |                                                           |                                                           |                                                           |
| 21S   | Dernière actualisation : — |                                                           |                                                           |                                                           |                                                           |                                                           |                                                           |                                                           |                                                           |
| 22    | Gare de Meaux ⥋ Église | Gare de Meaux ⥋ Église                                    | Gare de Meaux ⥋ Église                                    | Gare de Meaux ⥋ Église                                    | Gare de Meaux ⥋ Église                                    | Gare de Meaux ⥋ Église                                    | Gare de Meaux ⥋ Église                                    | Gare de Meaux ⥋ Église                                    | Gare de Meaux ⥋ Église                                    |
| 22    | Ouverture / Fermeture — / — | Longueur —                                                | Durée 15 à 55 min                                         | Nb. d’arrêts 11 (17)                                      | Matériel Autocars                                         | Jours de fonctionnement L, Ma, Me, J, V, S                | Jour / Soir / Nuit / Fêtes O / N / N / N                  | Voy. / an 4 198 courses                                   | Dépôts Poincy et Lizy-sur-Ourcq                           |
| 22    | Desserte : - Villes et lieux desservis : Meaux, Crégy-lès-Meaux, Chambry, Barcy, Marcilly, Douy-la-Ramée, Puisieux et Vincy-Manœuvre. - Gare desservie : Meaux. |                                                           |                                                           |                                                           |                                                           |                                                           |                                                           |                                                           |                                                           |
| 22    | Autre : - Zone traversée : 5 - Amplitudes horaires : La ligne circule du lundi au vendredi de 6 h 5 à 19 h 55, et le samedi de 7 h 25 à 18 h. - Particularités : La ligne ne circule pas le dimanche ni les jours fériés. - Date de dernière mise à jour : 29 février 2024. |                                                           |                                                           |                                                           |                                                           |                                                           |                                                           |                                                           |                                                           |
| 22    | Dernière actualisation : — |                                                           |                                                           |                                                           |                                                           |                                                           |                                                           |                                                           |                                                           |
| 23    | Gare d'Isles-Armentières-Congis ⥋ Centre / Briquetterie | Gare d'Isles-Armentières-Congis ⥋ Centre / Briquetterie   | Gare d'Isles-Armentières-Congis ⥋ Centre / Briquetterie   | Gare d'Isles-Armentières-Congis ⥋ Centre / Briquetterie   | Gare d'Isles-Armentières-Congis ⥋ Centre / Briquetterie   | Gare d'Isles-Armentières-Congis ⥋ Centre / Briquetterie   | Gare d'Isles-Armentières-Congis ⥋ Centre / Briquetterie   | Gare d'Isles-Armentières-Congis ⥋ Centre / Briquetterie   | Gare d'Isles-Armentières-Congis ⥋ Centre / Briquetterie   |
| 23    | Ouverture / Fermeture — / — | Longueur —                                                | Durée 5 à 10 min                                          | Nb. d’arrêts 5                                            | Matériel Autocars                                         | Jours de fonctionnement L, Ma, Me, J, V                   | Jour / Soir / Nuit / Fêtes O / N / N / N                  | Voy. / an 1 270 courses                                   | Dépôt Lizy-sur-Ourcq                                      |
| 23    | Desserte : - Villes et lieux desservis : Armentières-en-Brie et Isles-les-Meldeuses. - Gare desservie : Isles - Armentières - Congis. |                                                           |                                                           |                                                           |                                                           |                                                           |                                                           |                                                           |                                                           |
| 23    | Autre : - Zone traversée : 5 - Amplitudes horaires : La ligne circule du lundi au vendredi de 6 h 25 à 7 h 30, et de 17 h 40 à 20 h 45. - Particularités : La ligne ne circule pas le samedi, le dimanche ni les jours fériés. - Date de dernière mise à jour : 4 novembre 2023. |                                                           |                                                           |                                                           |                                                           |                                                           |                                                           |                                                           |                                                           |
| 23    | Dernière actualisation : — |                                                           |                                                           |                                                           |                                                           |                                                           |                                                           |                                                           |                                                           |

### Lignes 40 à 49
| Ligne | Caractéristiques | Caractéristiques                                                   | Caractéristiques                                                   | Caractéristiques                                                   | Caractéristiques                                                   | Caractéristiques                                                   | Caractéristiques                                                   | Caractéristiques                                                   | Caractéristiques                                                   |
| 40    | Collège Camille Saint-Saëns ⥋ Poste | Collège Camille Saint-Saëns ⥋ Poste                                | Collège Camille Saint-Saëns ⥋ Poste                                | Collège Camille Saint-Saëns ⥋ Poste                                | Collège Camille Saint-Saëns ⥋ Poste                                | Collège Camille Saint-Saëns ⥋ Poste                                | Collège Camille Saint-Saëns ⥋ Poste                                | Collège Camille Saint-Saëns ⥋ Poste                                | Collège Camille Saint-Saëns ⥋ Poste                                |
| ----- | --- | ------------------------------------------------------------------ | ------------------------------------------------------------------ | ------------------------------------------------------------------ | ------------------------------------------------------------------ | ------------------------------------------------------------------ | ------------------------------------------------------------------ | ------------------------------------------------------------------ | ------------------------------------------------------------------ |
| 40    | Ouverture / Fermeture — / — | Longueur —                                                         | Durée 25 à 30 min                                                  | Nb. d’arrêts 12                                                    | Matériel Autocars                                                  | Jours de fonctionnement L, Ma, Me, J, V                            | Jour / Soir / Nuit / Fêtes O / N / N / N                           | Voy. / an 6 307 courses                                            | Dépôt Lizy-sur-Ourcq                                               |
| 40    | Desserte : - Villes et lieux desservis : Lizy-sur-Ourcq, Ocquerre et May-en-Multien. |                                                                    |                                                                    |                                                                    |                                                                    |                                                                    |                                                                    |                                                                    |                                                                    |
| 40    | Autre : - Zone traversée : 5 - Amplitudes horaires : La ligne circule du lundi au vendredi en période scolaire à raison de deux allers le matin, de deux retours l'après-midi, ou d'un le mercredi midi. - Date de dernière mise à jour : 4 novembre 2023.      |                                                                    |                                                                    |                                                                    |                                                                    |                                                                    |                                                                    |                                                                    |                                                                    |
| 40    | Dernière actualisation : — |                                                                    |                                                                    |                                                                    |                                                                    |                                                                    |                                                                    |                                                                    |                                                                    |
| 41    | Gare de Lizy-sur-Ourcq ⥋ Chaton / Torchamps / Lotissement de Condé | Gare de Lizy-sur-Ourcq ⥋ Chaton / Torchamps / Lotissement de Condé | Gare de Lizy-sur-Ourcq ⥋ Chaton / Torchamps / Lotissement de Condé | Gare de Lizy-sur-Ourcq ⥋ Chaton / Torchamps / Lotissement de Condé | Gare de Lizy-sur-Ourcq ⥋ Chaton / Torchamps / Lotissement de Condé | Gare de Lizy-sur-Ourcq ⥋ Chaton / Torchamps / Lotissement de Condé | Gare de Lizy-sur-Ourcq ⥋ Chaton / Torchamps / Lotissement de Condé | Gare de Lizy-sur-Ourcq ⥋ Chaton / Torchamps / Lotissement de Condé | Gare de Lizy-sur-Ourcq ⥋ Chaton / Torchamps / Lotissement de Condé |
| 41    | Ouverture / Fermeture — / — | Longueur —                                                         | Durée 15 à 55 min                                                  | Nb. d’arrêts 19                                                    | Matériel Autocars                                                  | Jours de fonctionnement L, Ma, Me, J, V                            | Jour / Soir / Nuit / Fêtes O / N / N / N                           | Voy. / an 7 149 courses                                            | Dépôt Lizy-sur-Ourcq                                               |
| 41    | Desserte : - Villes et lieux desservis : Lizy-sur-Ourcq, Mary-sur-Marne, Tancrou, Jaignes, Cocherel, Ocquerre et Vendrest. - Gare desservie : Lizy-sur-Ourcq.                                                                                                   |                                                                    |                                                                    |                                                                    |                                                                    |                                                                    |                                                                    |                                                                    |                                                                    |
| 41    | Autre : - Zone traversée : 5 - Amplitudes horaires : La ligne circule du lundi au vendredi en période scolaire à raison de cinq allers-retours par jour. - Date de dernière mise à jour : 10 septembre 2023.                                                    |                                                                    |                                                                    |                                                                    |                                                                    |                                                                    |                                                                    |                                                                    |                                                                    |
| 41    | Dernière actualisation : — |                                                                    |                                                                    |                                                                    |                                                                    |                                                                    |                                                                    |                                                                    |                                                                    |
| 42    | Gare de Lizy-sur-Ourcq ⥋ Chambardy | Gare de Lizy-sur-Ourcq ⥋ Chambardy                                 | Gare de Lizy-sur-Ourcq ⥋ Chambardy                                 | Gare de Lizy-sur-Ourcq ⥋ Chambardy                                 | Gare de Lizy-sur-Ourcq ⥋ Chambardy                                 | Gare de Lizy-sur-Ourcq ⥋ Chambardy                                 | Gare de Lizy-sur-Ourcq ⥋ Chambardy                                 | Gare de Lizy-sur-Ourcq ⥋ Chambardy                                 | Gare de Lizy-sur-Ourcq ⥋ Chambardy                                 |
| 42    | Ouverture / Fermeture — / — | Longueur —                                                         | Durée 30 min                                                       | Nb. d’arrêts 12                                                    | Matériel Autocars                                                  | Jours de fonctionnement L, Ma, Me, J, V                            | Jour / Soir / Nuit / Fêtes O / N / N / N                           | Voy. / an 4 750 courses                                            | Dépôt Lizy-sur-Ourcq                                               |
| 42    | Desserte : - Villes et lieux desservis : Lizy-sur-Ourcq, Ocquerre, Vendrest, Coulombs-en-Valois, Germigny-sous-Coulombs, et Dhuisy. - Gare desservie : Lizy-sur-Ourcq.                                                                                          |                                                                    |                                                                    |                                                                    |                                                                    |                                                                    |                                                                    |                                                                    |                                                                    |
| 42    | Autre : - Zone traversée : 5 - Amplitudes horaires : La ligne circule du lundi au vendredi en période scolaire à raison d'un aller le matin et de 3 retours l'après-midi, ou d'un le mercredi midi. - Date de dernière mise à jour : 10 septembre 2023.         |                                                                    |                                                                    |                                                                    |                                                                    |                                                                    |                                                                    |                                                                    |                                                                    |
| 42    | Dernière actualisation : — |                                                                    |                                                                    |                                                                    |                                                                    |                                                                    |                                                                    |                                                                    |                                                                    |
| 46    | Collège Camille Saint-Saëns ⥋ Beauval / Centre Bourg | Collège Camille Saint-Saëns ⥋ Beauval / Centre Bourg               | Collège Camille Saint-Saëns ⥋ Beauval / Centre Bourg               | Collège Camille Saint-Saëns ⥋ Beauval / Centre Bourg               | Collège Camille Saint-Saëns ⥋ Beauval / Centre Bourg               | Collège Camille Saint-Saëns ⥋ Beauval / Centre Bourg               | Collège Camille Saint-Saëns ⥋ Beauval / Centre Bourg               | Collège Camille Saint-Saëns ⥋ Beauval / Centre Bourg               | Collège Camille Saint-Saëns ⥋ Beauval / Centre Bourg               |
| 46    | Ouverture / Fermeture — / — | Longueur —                                                         | Durée 30 à 35 min                                                  | Nb. d’arrêts 9                                                     | Matériel Autocars                                                  | Jours de fonctionnement L, Ma, Me, J, V                            | Jour / Soir / Nuit / Fêtes O / N / N / N                           | Voy. / an 1 060 courses                                            | Dépôt Lizy-sur-Ourcq                                               |
| 46    | Desserte : - Villes et lieux desservis : Lizy-sur-Ourcq, Le Plessis-Placy, Vincy-Manœuvre, Puisieux, Étrépilly, et Trocy-en-Multien. |                                                                    |                                                                    |                                                                    |                                                                    |                                                                    |                                                                    |                                                                    |                                                                    |
| 46    | Autre : - Zone traversée : 5 - Amplitudes horaires : La ligne circule du lundi au vendredi en période scolaire à raison de deux allers le matin, et de deux retours l'après-midi, ou d'un le mercredi midi. - Date de dernière mise à jour : 10 septembre 2023. |                                                                    |                                                                    |                                                                    |                                                                    |                                                                    |                                                                    |                                                                    |                                                                    |
| 46    | Dernière actualisation : — |                                                                    |                                                                    |                                                                    |                                                                    |                                                                    |                                                                    |                                                                    |                                                                    |

### Lignes 50 à 59
| Ligne | Caractéristiques | Caractéristiques                                                          | Caractéristiques                                                          | Caractéristiques                                                          | Caractéristiques                                                          | Caractéristiques                                                          | Caractéristiques                                                          | Caractéristiques                                                          | Caractéristiques                                                          |
| 50    | Collège Nicolas Tronchon ⥋ Nongloire | Collège Nicolas Tronchon ⥋ Nongloire                                      | Collège Nicolas Tronchon ⥋ Nongloire                                      | Collège Nicolas Tronchon ⥋ Nongloire                                      | Collège Nicolas Tronchon ⥋ Nongloire                                      | Collège Nicolas Tronchon ⥋ Nongloire                                      | Collège Nicolas Tronchon ⥋ Nongloire                                      | Collège Nicolas Tronchon ⥋ Nongloire                                      | Collège Nicolas Tronchon ⥋ Nongloire                                      |
| ----- | --- | ------------------------------------------------------------------------- | ------------------------------------------------------------------------- | ------------------------------------------------------------------------- | ------------------------------------------------------------------------- | ------------------------------------------------------------------------- | ------------------------------------------------------------------------- | ------------------------------------------------------------------------- | ------------------------------------------------------------------------- |
| 50    | Ouverture / Fermeture — / — | Longueur —                                                                | Durée 15 à 20 min                                                         | Nb. d’arrêts 5                                                            | Matériel Autocars                                                         | Jours de fonctionnement L, Ma, Me, J, V                                   | Jour / Soir / Nuit / Fêtes O / N / N / N                                  | Voy. / an 350 courses                                                     | Dépôt Lizy-sur-Ourcq                                                      |
| 50    | Desserte : - Villes et lieux desservis : Douy-la-Ramée, Marcilly et Saint-Soupplets. |                                                                           |                                                                           |                                                                           |                                                                           |                                                                           |                                                                           |                                                                           |                                                                           |
| 50    | Autre : - Zone traversée : 5 - Amplitudes horaires : La ligne circule du lundi au vendredi en période scolaire à raison d'un aller le matin et d'un retour l'après-midi, ou le mercredi à midi. - Date de dernière mise à jour : 4 novembre 2023.                                              |                                                                           |                                                                           |                                                                           |                                                                           |                                                                           |                                                                           |                                                                           |                                                                           |
| 50    | Dernière actualisation : — |                                                                           |                                                                           |                                                                           |                                                                           |                                                                           |                                                                           |                                                                           |                                                                           |
| 52    | Collège Le Champivert ⥋ Centre | Collège Le Champivert ⥋ Centre                                            | Collège Le Champivert ⥋ Centre                                            | Collège Le Champivert ⥋ Centre                                            | Collège Le Champivert ⥋ Centre                                            | Collège Le Champivert ⥋ Centre                                            | Collège Le Champivert ⥋ Centre                                            | Collège Le Champivert ⥋ Centre                                            | Collège Le Champivert ⥋ Centre                                            |
| 52    | Ouverture / Fermeture — / — | Longueur —                                                                | Durée 25 à 35 min                                                         | Nb. d’arrêts 10                                                           | Matériel Autocars                                                         | Jours de fonctionnement L, Ma, Me, J, V                                   | Jour / Soir / Nuit / Fêtes O / N / N / N                                  | Voy. / an 700 courses                                                     | Dépôt Lizy-sur-Ourcq                                                      |
| 52    | Desserte : - Villes et lieux desservis : Crouy-sur-Ourcq, Coulombs-en-Valois, Germigny-sous-Coulombs, Dhuisy et Cocherel. - Gare desservie : Lizy-sur-Ourcq. |                                                                           |                                                                           |                                                                           |                                                                           |                                                                           |                                                                           |                                                                           |                                                                           |
| 52    | Autre : - Zone traversée : 5 - Amplitudes horaires : La ligne circule du lundi au vendredi en période scolaire à raison de deux allers le matin, de trois retours l'après-midi, ou d'un le mercredi midi. - Date de dernière mise à jour : 4 novembre 2023.                                    |                                                                           |                                                                           |                                                                           |                                                                           |                                                                           |                                                                           |                                                                           |                                                                           |
| 52    | Dernière actualisation : — |                                                                           |                                                                           |                                                                           |                                                                           |                                                                           |                                                                           |                                                                           |                                                                           |
| 53    | Collège Le Champivert ⥋ La Trousse / Mairie / Collège Camille Saint-Saëns | Collège Le Champivert ⥋ La Trousse / Mairie / Collège Camille Saint-Saëns | Collège Le Champivert ⥋ La Trousse / Mairie / Collège Camille Saint-Saëns | Collège Le Champivert ⥋ La Trousse / Mairie / Collège Camille Saint-Saëns | Collège Le Champivert ⥋ La Trousse / Mairie / Collège Camille Saint-Saëns | Collège Le Champivert ⥋ La Trousse / Mairie / Collège Camille Saint-Saëns | Collège Le Champivert ⥋ La Trousse / Mairie / Collège Camille Saint-Saëns | Collège Le Champivert ⥋ La Trousse / Mairie / Collège Camille Saint-Saëns | Collège Le Champivert ⥋ La Trousse / Mairie / Collège Camille Saint-Saëns |
| 53    | Ouverture / Fermeture — / — | Longueur —                                                                | Durée 20 à 30 min                                                         | Nb. d’arrêts 7 (10)                                                       | Matériel Autocars                                                         | Jours de fonctionnement L, Ma, Me, J, V                                   | Jour / Soir / Nuit / Fêtes O / N / N / N                                  | Voy. / an 700 courses                                                     | Dépôt Lizy-sur-Ourcq                                                      |
| 53    | Desserte : - Villes et lieux desservis : Crouy-sur-Ourcq, Coulombs-en-Valois, Vendrest, Ocquerre et Lizy-sur-Ourcq. - Gare desservie : Lizy-sur-Ourcq. |                                                                           |                                                                           |                                                                           |                                                                           |                                                                           |                                                                           |                                                                           |                                                                           |
| 53    | Autre : - Zone traversée : 5 - Amplitudes horaires : La ligne circule du lundi au vendredi en période scolaire à raison de deux allers le matin, de trois retours l'après-midi, ou d'un le mercredi midi. - Date de dernière mise à jour : 4 novembre 2023.                                    |                                                                           |                                                                           |                                                                           |                                                                           |                                                                           |                                                                           |                                                                           |                                                                           |
| 53    | Dernière actualisation : — |                                                                           |                                                                           |                                                                           |                                                                           |                                                                           |                                                                           |                                                                           |                                                                           |
| 54    | Collège Le Champivert ⥋ Gare de Lizy-sur-Ourcq | Collège Le Champivert ⥋ Gare de Lizy-sur-Ourcq                            | Collège Le Champivert ⥋ Gare de Lizy-sur-Ourcq                            | Collège Le Champivert ⥋ Gare de Lizy-sur-Ourcq                            | Collège Le Champivert ⥋ Gare de Lizy-sur-Ourcq                            | Collège Le Champivert ⥋ Gare de Lizy-sur-Ourcq                            | Collège Le Champivert ⥋ Gare de Lizy-sur-Ourcq                            | Collège Le Champivert ⥋ Gare de Lizy-sur-Ourcq                            | Collège Le Champivert ⥋ Gare de Lizy-sur-Ourcq                            |
| 54    | Ouverture / Fermeture — / — | Longueur —                                                                | Durée 15 à 40 min                                                         | Nb. d’arrêts 16                                                           | Matériel Autocars                                                         | Jours de fonctionnement L, Ma, Me, J, V, S                                | Jour / Soir / Nuit / Fêtes O / N / N / N                                  | Voy. / an 3 738 courses                                                   | Dépôt Lizy-sur-Ourcq                                                      |
| 54    | Desserte : - Villes et lieux desservis : Lizy-sur-Ourcq, Le Plessis-Placy, Vincy-Manœuvre, Rosoy-en-Multien, May-en-Multien, Ocquerre et Crouy-sur-Ourcq. - Gares desservies : Lizy-sur-Ourcq et Crouy-sur-Ourcq.                                                                              |                                                                           |                                                                           |                                                                           |                                                                           |                                                                           |                                                                           |                                                                           |                                                                           |
| 54    | Autre : - Zone traversée : 5 - Amplitudes horaires : La ligne circule du lundi au vendredi de 7 h 35 à 18 h 40 en période scolaire. - Date de dernière mise à jour : 4 novembre 2023. |                                                                           |                                                                           |                                                                           |                                                                           |                                                                           |                                                                           |                                                                           |                                                                           |
| 54    | Dernière actualisation : — |                                                                           |                                                                           |                                                                           |                                                                           |                                                                           |                                                                           |                                                                           |                                                                           |
| 54B   | Gare de Crouy-sur-Ourcq ⥋ La Chaussée | Gare de Crouy-sur-Ourcq ⥋ La Chaussée                                     | Gare de Crouy-sur-Ourcq ⥋ La Chaussée                                     | Gare de Crouy-sur-Ourcq ⥋ La Chaussée                                     | Gare de Crouy-sur-Ourcq ⥋ La Chaussée                                     | Gare de Crouy-sur-Ourcq ⥋ La Chaussée                                     | Gare de Crouy-sur-Ourcq ⥋ La Chaussée                                     | Gare de Crouy-sur-Ourcq ⥋ La Chaussée                                     | Gare de Crouy-sur-Ourcq ⥋ La Chaussée                                     |
| 54B   | Ouverture / Fermeture — / — | Longueur —                                                                | Durée 15 min                                                              | Nb. d’arrêts 7                                                            | Matériel Autocars                                                         | Jours de fonctionnement L, Ma, Me, J, V, S                                | Jour / Soir / Nuit / Fêtes O / N / N / N                                  | Voy. / an —                                                               | Dépôt Lizy-sur-Ourcq                                                      |
| 54B   | Desserte : - Ville et lieux desservis : Crouy-sur-Ourcq - Gare desservie : Crouy-sur-Ourcq |                                                                           |                                                                           |                                                                           |                                                                           |                                                                           |                                                                           |                                                                           |                                                                           |
| 54B   | Autre : - Zone traversée : 5 - Amplitudes horaires : La ligne circule du lundi au vendredi de 6 h 10 à 8 h 5 et de 18 h 5 à 21 h, et le samedi de 6 h 50 à 13 h. - Particularités : La ligne ne circule pas le dimanche ni les jours fériés. - Date de dernière mise à jour : 4 novembre 2023. |                                                                           |                                                                           |                                                                           |                                                                           |                                                                           |                                                                           |                                                                           |                                                                           |
| 54B   | Dernière actualisation : — |                                                                           |                                                                           |                                                                           |                                                                           |                                                                           |                                                                           |                                                                           |                                                                           |

### Lignes 60 à 69
| Ligne | Caractéristiques | Caractéristiques                           | Caractéristiques                           | Caractéristiques                           | Caractéristiques                           | Caractéristiques                           | Caractéristiques                           | Caractéristiques                           | Caractéristiques                           |
| 61    | Collège Camille Saint-Saëns ⥋ Sainte-Beuve | Collège Camille Saint-Saëns ⥋ Sainte-Beuve | Collège Camille Saint-Saëns ⥋ Sainte-Beuve | Collège Camille Saint-Saëns ⥋ Sainte-Beuve | Collège Camille Saint-Saëns ⥋ Sainte-Beuve | Collège Camille Saint-Saëns ⥋ Sainte-Beuve | Collège Camille Saint-Saëns ⥋ Sainte-Beuve | Collège Camille Saint-Saëns ⥋ Sainte-Beuve | Collège Camille Saint-Saëns ⥋ Sainte-Beuve |
| ----- | --- | ------------------------------------------ | ------------------------------------------ | ------------------------------------------ | ------------------------------------------ | ------------------------------------------ | ------------------------------------------ | ------------------------------------------ | ------------------------------------------ |
| 61    | Ouverture / Fermeture — / — | Longueur —                                 | Durée —                                    | Nb. d’arrêts 6                             | Matériel Autocars                          | Jours de fonctionnement L, Ma, Me, J, V    | Jour / Soir / Nuit / Fêtes O / N / N / N   | Voy. / an 2 422 courses                    | Dépôt Lizy-sur-Ourcq                       |
| 61    | Desserte : - Villes et lieux desservis : Lizy-sur-Ourcq, Ocquerre et La Ferté-sous-Jouarre. - Gares desservies : Lizy-sur-Ourcq et La Ferté-sous-Jouarre. |                                            |                                            |                                            |                                            |                                            |                                            |                                            |                                            |
| 61    | Autre : - Zone traversée : 5 - Amplitudes horaires : La ligne circule du lundi au vendredi de 7 h 5 à 18 h 50. - Particularités : La ligne ne circule pas le samedi, le dimanche ni les jours fériés, et en période de vacances scolaires. - Desserte scolaire : Il existe une desserte des établissements scolaire Collège Camille Saint-Saëns à Lizy-sur-Ourcq et CFA d'Ocquerre qui n'est assurée qu'en période scolaire. - Date de dernière mise à jour : 4 novembre 2023. |                                            |                                            |                                            |                                            |                                            |                                            |                                            |                                            |
| 61    | Dernière actualisation : — |                                            |                                            |                                            |                                            |                                            |                                            |                                            |                                            |
| 69    | Gare de Meaux ⥋ Gare de Val d'Europe | Gare de Meaux ⥋ Gare de Val d'Europe       | Gare de Meaux ⥋ Gare de Val d'Europe       | Gare de Meaux ⥋ Gare de Val d'Europe       | Gare de Meaux ⥋ Gare de Val d'Europe       | Gare de Meaux ⥋ Gare de Val d'Europe       | Gare de Meaux ⥋ Gare de Val d'Europe       | Gare de Meaux ⥋ Gare de Val d'Europe       | Gare de Meaux ⥋ Gare de Val d'Europe       |
| 69    | Ouverture / Fermeture — / — | Longueur —                                 | Durée 25 à 30 min                          | Nb. d’arrêts 5                             | Matériel Autocars                          | Jours de fonctionnement L, Ma, Me, J, V, D | Jour / Soir / Nuit / Fêtes O / O / N / O   | Voy. / an 30 392 courses                   | Dépôt Poincy                               |
| 69    | Desserte : - Villes et lieux desservis : Meaux, Mareuil-lès-Meaux et Serris. - Gares desservies : Meaux et Val d'Europe. |                                            |                                            |                                            |                                            |                                            |                                            |                                            |                                            |
| 69    | Autre : - Zone traversée : 5 - Amplitudes horaires : La ligne circule du lundi au vendredi de 5 h 15 à 23 h 15, et le samedi, le dimanche et jours fériés de 5 h 45 à 23 h 15. - Date de dernière mise à jour : 29 février 2024. |                                            |                                            |                                            |                                            |                                            |                                            |                                            |                                            |
| 69    | Dernière actualisation : — |                                            |                                            |                                            |                                            |                                            |                                            |                                            |                                            |

### Lignes 770 à 779
| Ligne | Caractéristiques | Caractéristiques              | Caractéristiques              | Caractéristiques              | Caractéristiques              | Caractéristiques                           | Caractéristiques                         | Caractéristiques              | Caractéristiques                |
| 777   | Gare de Meaux ⥋ Gare de Meaux | Gare de Meaux ⥋ Gare de Meaux | Gare de Meaux ⥋ Gare de Meaux | Gare de Meaux ⥋ Gare de Meaux | Gare de Meaux ⥋ Gare de Meaux | Gare de Meaux ⥋ Gare de Meaux              | Gare de Meaux ⥋ Gare de Meaux            | Gare de Meaux ⥋ Gare de Meaux | Gare de Meaux ⥋ Gare de Meaux   |
| ----- | --- | ----------------------------- | ----------------------------- | ----------------------------- | ----------------------------- | ------------------------------------------ | ---------------------------------------- | ----------------------------- | ------------------------------- |
| 777   | Ouverture / Fermeture — / — | Longueur —                    | Durée 15 à 65 min             | Nb. d’arrêts 21               | Matériel Autocars             | Jours de fonctionnement L, Ma, Me, J, V, S | Jour / Soir / Nuit / Fêtes O / N / N / N | Voy. / an 10 728 courses      | Dépôts Poincy et Lizy-sur-Ourcq |
| 777   | Desserte : - Villes et lieux desservis : Charny, Chauconin-Neufmontiers, Crégy-lès-Meaux, Meaux, Penchard et Villeroy. - Gare desservie : Meaux. |                               |                               |                               |                               |                                            |                                          |                               |                                 |
| 777   | Autre : - Zone traversée : 5 - Amplitudes horaires : La ligne circule du lundi au vendredi de 5 h 50 à 21 h 40, et le samedi de 7 h 35 à 18 h 55. - Particularités : La ligne est circulaire. La ligne ne circule pas le dimanche ni les jours fériés. - Desserte scolaire : Il existe une desserte de l'établissement scolaire Lycée Pierre de Coubertin à Meaux qui n'est assurée qu'en période scolaire. - Date de dernière mise à jour : 29 février 2024. |                               |                               |                               |                               |                                            |                                          |                               |                                 |
| 777   | Dernière actualisation : — |                               |                               |                               |                               |                                            |                                          |                               |                                 |

### Bus de soirée
| Ligne  | Caractéristiques | Caractéristiques                                    | Caractéristiques                                    | Caractéristiques                                    | Caractéristiques                                    | Caractéristiques                                    | Caractéristiques                                    | Caractéristiques                                    | Caractéristiques                                    |
| Soirée | Soirée Meaux Nord | Soirée Meaux Nord                                   | Soirée Meaux Nord                                   | Soirée Meaux Nord                                   | Soirée Meaux Nord                                   | Soirée Meaux Nord                                   | Soirée Meaux Nord                                   | Soirée Meaux Nord                                   | Soirée Meaux Nord                                   |
| Soirée | Gare de Meaux ⥋ Desserte du nord de Meaux en soirée | Gare de Meaux ⥋ Desserte du nord de Meaux en soirée | Gare de Meaux ⥋ Desserte du nord de Meaux en soirée | Gare de Meaux ⥋ Desserte du nord de Meaux en soirée | Gare de Meaux ⥋ Desserte du nord de Meaux en soirée | Gare de Meaux ⥋ Desserte du nord de Meaux en soirée | Gare de Meaux ⥋ Desserte du nord de Meaux en soirée | Gare de Meaux ⥋ Desserte du nord de Meaux en soirée | Gare de Meaux ⥋ Desserte du nord de Meaux en soirée |
| ------ | --- | --------------------------------------------------- | --------------------------------------------------- | --------------------------------------------------- | --------------------------------------------------- | --------------------------------------------------- | --------------------------------------------------- | --------------------------------------------------- | --------------------------------------------------- |
| Soirée | Ouverture / Fermeture 1er août 2022 / — | Longueur —                                          | Durée —                                             | Nb. d’arrêts 8                                      | Matériel Standards                                  | Jours de fonctionnement L, Ma, Me, J, V, S, D       | Jour / Soir / Nuit / Fêtes N / O / N / O            | Voy. / an —                                         | Dépôt Poincy                                        |
| Soirée | Desserte : - Ville et lieux desservis : Meaux - Gare desservie : Meaux |                                                     |                                                     |                                                     |                                                     |                                                     |                                                     |                                                     |                                                     |
| Soirée | Autre : - Zones traversées : 5 - Arrêts non accessibles aux UFR : — - Amplitudes horaires : La ligne fonctionne du lundi au vendredi soir à raison de cinq départs entre 22 h 20 et 0 h 20, trois départs s'y ajoutent le samedi jusqu'à 2 h 10 et les dimanches soir à raison de trois départs entre 21 h 50 et 0 h 10. - Substitution nocturne : Ce service remplace les lignes diurnes et dépose les voyageurs aux arrêts demandés, sans itinéraire fixe. - Date de dernière mise à jour : 29 février 2024. |                                                     |                                                     |                                                     |                                                     |                                                     |                                                     |                                                     |                                                     |
| Soirée | Dernière actualisation : — |                                                     |                                                     |                                                     |                                                     |                                                     |                                                     |                                                     |                                                     |
| Soirée | Soirée Meaux Sud | Soirée Meaux Sud                                    | Soirée Meaux Sud                                    | Soirée Meaux Sud                                    | Soirée Meaux Sud                                    | Soirée Meaux Sud                                    | Soirée Meaux Sud                                    | Soirée Meaux Sud                                    | Soirée Meaux Sud                                    |
| Soirée | Gare de Meaux ⥋ Desserte du sud de Meaux en soirée |                                                     |                                                     |                                                     |                                                     |                                                     |                                                     |                                                     |                                                     |
| Soirée | Ouverture / Fermeture 1er août 2022 / — | Longueur —                                          | Durée —                                             | Nb. d’arrêts 13                                     | Matériel Standards                                  | Jours de fonctionnement L, Ma, Me, J, V, S, D       | Jour / Soir / Nuit / Fêtes N / O / N / O            | Voy. / an —                                         | Dépôt Poincy                                        |
| Soirée | Desserte : - Ville et lieux desservis : Meaux - Gare desservie : Meaux |                                                     |                                                     |                                                     |                                                     |                                                     |                                                     |                                                     |                                                     |
| Soirée | Autre : - Zones traversées : 5 - Arrêts non accessibles aux UFR : — - Amplitudes horaires : La ligne fonctionne du lundi au vendredi soir à raison de cinq départs entre 22 h 20 et 0 h 35, trois départs s'y ajoutent le samedi jusqu'à 2 h 5 et les dimanches soir à raison de trois départs entre 21 h 50 et 0 h 5. - Substitution nocturne : Ce service remplace les lignes diurnes et dépose les voyageurs aux arrêts demandés, sans itinéraire fixe. - Date de dernière mise à jour : 29 février 2024.   |                                                     |                                                     |                                                     |                                                     |                                                     |                                                     |                                                     |                                                     |
| Soirée | Dernière actualisation : — |                                                     |                                                     |                                                     |                                                     |                                                     |                                                     |                                                     |                                                     |

### Transport à la demande
Le réseau de bus est complété par trois services de transport à la demande : le « TàD Pays de Meaux », le « TàD Ourcq Ouest » et le « TàD Ourcq Est ».

## Gestion et exploitation
Les réseaux de transports en commun franciliens sont organisés par Île-de-France Mobilités. L'exploitation du réseau de bus Meaux et Ourcq revient à Transdev Marne-et-Ourcq depuis le 1er août 2022.

### Parc de véhicules

#### Dépôts
Les véhicules sont remisés sur les communes de Poincy, Lizy-sur-Ourcq et La Rochette. Les dépôts ont pour mission de garer les différents véhicules, mais également d'assurer leur entretien préventif et curatif. L'entretien curatif ou correctif a lieu quand une panne ou un dysfonctionnement est signalé par un machiniste.

#### Détails du parc
Le réseau de bus Meaux et Ourcq dispose d'un parc d'autobus standards, articulés, midibus, minibus et autocars interurbains, :

##### Bus standards
| Constructeur | Modèle          | Nombre | Période de mise en service   | Numéros de parc                                          | Affectation                                                                        | Observation                                        |
| ------------ | --------------- | ------ | ---------------------------- | -------------------------------------------------------- | ---------------------------------------------------------------------------------- | -------------------------------------------------- |
| Iveco Bus    | Urbanway 12 GNV | 22     | 11/2015 à 09/2021 et 09/2024 | 201018-201020 et 211122-211126 ; 221152-221164 et 241179 | A B C D E Es F Fs G Gs H I J K Ks N Ns Os Qs 04 Soirée Meaux Nord Soirée Meaux Sud | Ex-Transdev Marne et Morin depuis le 1er août 2022 |
| Heuliez Bus  | GX 337          | 3      | 09/2014                      | 221149-221151                                            | A B C D E Es F Fs G Gs H I J K Ks N Ns Os Qs 04 Soirée Meaux Nord Soirée Meaux Sud | Ex-Transdev Marne et Morin depuis le 1er août 2022 |
| Heuliez Bus  | GX 327          | 5      | 09/2012 à 10/2013            | 221144-221148                                            | A B C D E Es F Fs G Gs H I J K Ks N Ns Os Qs 04 Soirée Meaux Nord Soirée Meaux Sud | Ex-Transdev Marne et Morin depuis le 1er août 2022 |
| Solaris      | Urbino 12       | 8      | 12/2009 à 11/2011            | 221136-221143                                            | A B C D E Es F Fs G Gs H I J K Ks N Ns Os Qs 04 Soirée Meaux Nord Soirée Meaux Sud | Ex-Transdev Marne et Morin depuis le 1er août 2022 |

##### Bus articulés
| Constructeur  | Modèle               | Nombre | Période de mise en service | Numéros de parc | Affectation  | Observation                                                                                                   |
| ------------- | -------------------- | ------ | -------------------------- | --------------- | ------------ | --- |
| Iveco Bus     | Urbanway 18 GNV      | 11     | 12/2015 à 01/2021          | 222008-222018   | A B D F H Ns | Ex-Transdev Marne et Morin depuis le 1er août 2022                                                            |
| Irisbus       | Citelis 18           | 1      | 04/2008                    | 222019          | A B D F H Ns | Ex-Transdev Strav depuis le 1er août 2022                                                                     |
| Mercedes-Benz | Citaro C2 G          | 2      | 07/2013 à 11/2014          | 222006-222007   | A B D F H Ns | Ex-Transdev Marne et Morin depuis le 1er août 2022 dont un ex-bus de démonstration acquis vers décembre 2013. |
| Mercedes-Benz | Citaro G Metrodesign | 1      | 12/2008                    | 222004          | A B D F H Ns | Ex-Transdev Marne et Morin depuis le 1er août 2022                                                            |
| Heuliez Bus   | GX 427               | 1      | 09/2013                    | 222005          | A B D F H Ns | Ex-Transdev Marne et Morin depuis le 1er août 2022                                                            |

##### Midibus
| Constructeur | Modèle          | Nombre | Période de mise en service | Numéros de parc | Affectation   | Observation                                        |
| ------------ | --------------- | ------ | -------------------------- | --------------- | ------------- | -------------------------------------------------- |
| Iveco Bus    | Urbanway 10 GNV | 1      | 02/2020                    | 223020          | Pays de Meaux | Ex-Transdev Marne et Morin depuis le 1er août 2022 |

##### Autocars interurbains
| Constructeur  | Modèle                 | Nombre      | Période de mise en service | Numéros de parc                                                     | Affectation                                                                             | Observation |
| ------------- | ---------------------- | ----------- | -------------------------- | ------------------------------------------------------------------- | --------------------------------------------------------------------------------------- | --- |
| Iveco Bus     | Irisbus Récréo         | au moins 10 | 03/2009 à 12/2010          | 227046-227053, 227058-227059                                        | J L M Qs R S 02 04 4A 4B 10 18 19 20 21 21S 22 23 40 41 42 46 50 52 53 54 54B 61 69 777 | Ex-Transdev Marne et Morin depuis le 1er août 2022 |
| Iveco Bus     | Crossway               | au moins 20 | 12/2009 à 09/2013          | 227054-227057, 227060-227063 ; 227065-227073 ; 227142-227144        | J L M Qs R S 02 04 4A 4B 10 18 19 20 21 21S 22 23 40 41 42 46 50 52 53 54 54B 61 69 777 | 11 ex-Transdev Marne et Morin depuis le 1er août 2022 ; 1 ex-Transdev Marne et Morin depuis le 1er août 2022 et ex-Transdev AMV depuis le 1er janvier 2021 ; 1 ex-Transdev Darche-Gros depuis le 1er août 2022 ; 2 ex-Transdev Darche-Gros depuis le 1er août 2022 et ex-Transdev AMV depuis le 1er janvier 2021 ; 1 ex-Transdev Marne et Morin depuis le 1er août 2022 et ex-Transdev Saint-Fargeau-Ponthierry depuis le 1er janvier 2021 ; 3 ex-Keolis CIF depuis le 1er août 2022 ; 1 ex-Transdev TVF depuis le 1er août 2022 et ex-Transdev AMV depuis le 1er janvier 2021 |
| Iveco Bus     | Crossway High Value 13 | au moins 62 | 09/2015 à 06/2020          | 227074-227086 ; 227096-227126 ; 221129-227141 ; au moins 4 inconnus | J L M Qs R S 02 04 4A 4B 10 18 19 20 21 21S 22 23 40 41 42 46 50 52 53 54 54B 61 69 777 | 38 ex-Transdev Marne et Morin depuis le 1er août 2022 ; 8 ex-Transdev Darche-Gros depuis le 1er août 2022 ; 11 ex-Transdev Darche-Gros depuis le 1er août 2022 et ex-Transdev AMV depuis le 1er janvier 2021 ; 2 ex-Transdev Marne et Morin depuis le 1er août 2022 et ex-Transdev AMV depuis le 1er janvier 2021 ; 1 ex-Transdev Darche-Gros depuis le 1er août 2022 et ex-Transdev N'4 Mobilités depuis le 1er janvier 2021 ; 2 ex-Transdev N'4 Mobilités et ex-Transdev AMV depuis le 1er août 2022                                                                         |
| Iveco Bus     | Crossway Pro 13        | 6           | 05/2015 à 06/2017          | 227030-227035                                                       | J L M Qs R S 02 04 4A 4B 10 18 19 20 21 21S 22 23 40 41 42 46 50 52 53 54 54B 61 69 777 | Ex-Viamo Melun depuis le 1er août 2022 |
| Iveco Bus     | Crossway Line NP       | 4           | 11/2020 à 11/2021          | 207001 ; 207008-207009 ; 217004                                     | J L M Qs R S 02 04 4A 4B 10 18 19 20 21 21S 22 23 40 41 42 46 50 52 53 54 54B 61 69 777 | Ex-Transdev Marne et Morin depuis le 1er août 2022 |
| Mercedes-Benz | Intouro II E           | au moins 2  | 08/2013                    | 227036-227037                                                       | J L M Qs R S 02 04 4A 4B 10 18 19 20 21 21S 22 23 40 41 42 46 50 52 53 54 54B 61 69 777 | Ex-Transdev TVF depuis le 1er août 2022 |
| Mercedes-Benz | Intouro II L           | au moins 2  | 10/2014 à 02/2018          | 227145-227146                                                       | J L M Qs R S 02 04 4A 4B 10 18 19 20 21 21S 22 23 40 41 42 46 50 52 53 54 54B 61 69 777 | Ex-Keolis CIF depuis le 1er août 2022 |
| Mercedes-Benz | Intouro II M           | au moins 7  | 07/2014 à 05/2018          | 227038-227043 ; 227147                                              | J L M Qs R S 02 04 4A 4B 10 18 19 20 21 21S 22 23 40 41 42 46 50 52 53 54 54B 61 69 777 | 5 ex-Transdev TVF depuis le 1er août 2022 ; 1 ex-Keolis CIF depuis le 1er août 2022 |
| Scania        | Interlink LD GNV       | 2           | 12/2018                    | 227127-227128                                                       | J L M Qs R S 02 04 4A 4B 10 18 19 20 21 21S 22 23 40 41 42 46 50 52 53 54 54B 61 69 777 | Ex-Transdev Marne et Morin depuis le 1er août 2022 |
| Setra         | S 419 UL               | 2           | 06/2015 à 09/2016          | 228001-228002                                                       | 19 20 69                                                                                | Ex-Transdev Marne et Morin depuis le 1er août 2022 |

##### Minicar
| Constructeur | Modèle     | Nombre | Période de mise en service | Numéros de parc | Affectation                         | Observation                                        |
| ------------ | ---------- | ------ | -------------------------- | --------------- | ----------------------------------- | -------------------------------------------------- |
| Iveco Bus    | Daily Line | 2      | 02/2020                    | 226001-226002   | Pays de Meaux Ourcq Ouest Ourcq Est | Ex-Transdev Marne et Morin depuis le 1er août 2022 |

### Tarification et fonctionnement
La tarification des lignes d'autobus d'Île-de-France est unifiée et accessible avec les mêmes abonnements. Un ticket « bus-tram », qui remplace le ticket t+ au 1er janvier 2025, permet un trajet simple quelle que soit la distance, avec une ou plusieurs correspondances possibles avec les autres lignes de bus et de tramway pendant une durée maximale de 1 h 30 entre la première et dernière validation. En revanche, un ticket validé dans un bus ne permet pas d'emprunter le métro, ni le Transilien et le RER. Les lignes Orlybus et Roissybus, assurant de façon directe les dessertes aéroportuaires via autoroute, disposent d'une tarification spécifique mais sont accessibles avec les abonnements habituels.
Les tarifs des billets et abonnements dont le montant est limité par décision politique ne couvrent pas les frais réels de transport. Le manque à gagner est compensé par l'autorité organisatrice, Île-de-France Mobilités, présidée depuis 2005 par le président du conseil régional d'Île-de-France et composé d'élus locaux. Elle définit les conditions générales d'exploitation ainsi que la durée et la fréquence des services. L'équilibre financier du fonctionnement est assuré par une dotation globale annuelle aux transporteurs de la région grâce au versement mobilité payé par les entreprises et aux contributions des collectivités publiques.

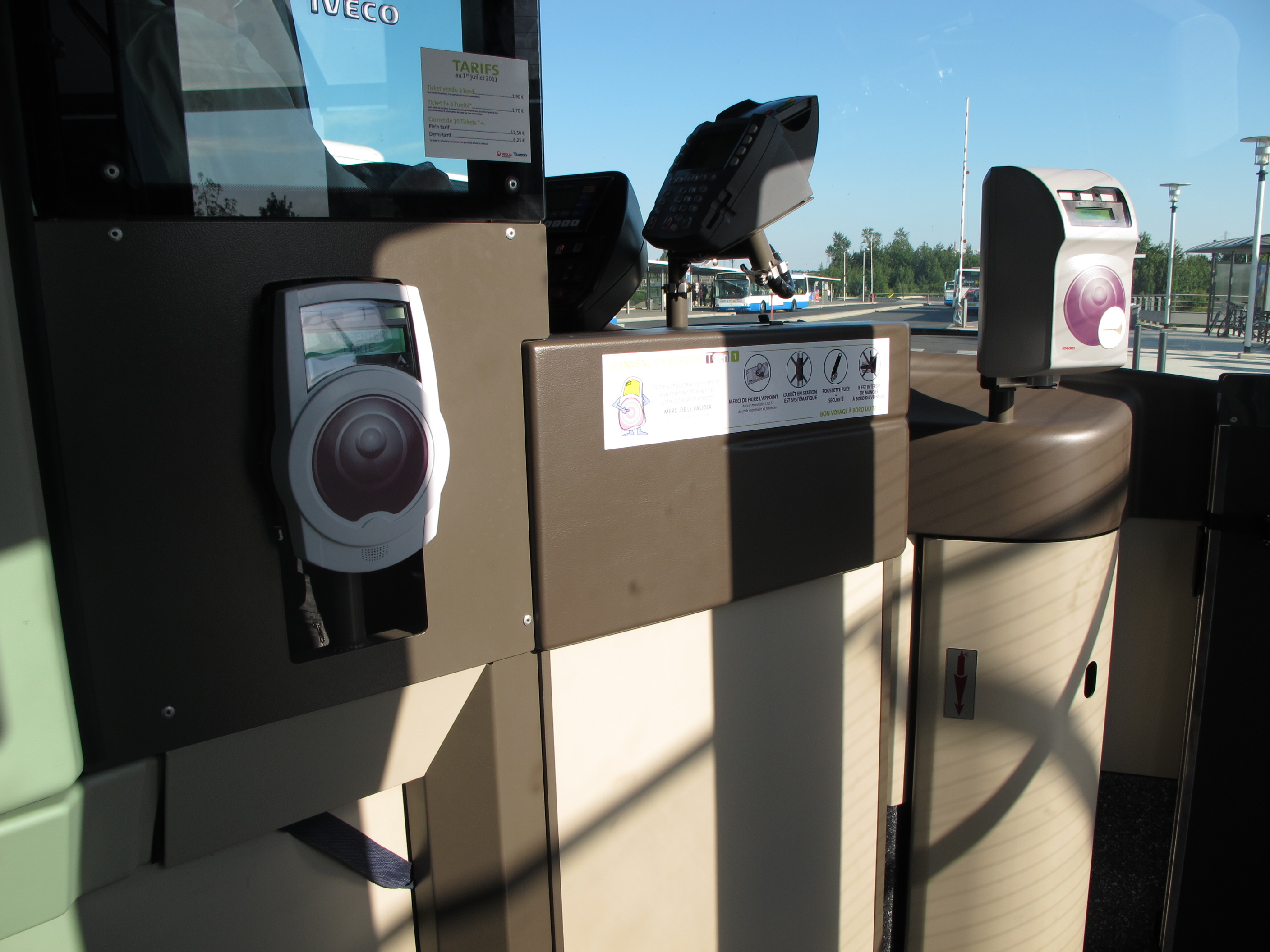
Validateurs pour passes Navigo (à gauche) et pour tickets carton (à droite) présents dans les bus et tramway.

L’achat de ticket par SMS est possible depuis 2018, en envoyant METO au 93100 (coût de 2,50€ depuis le 01/01/2023 prélevé sur les factures de téléphone). Ce ticket SMS est valable 1 h sans correspondance.

## Galerie de photographies

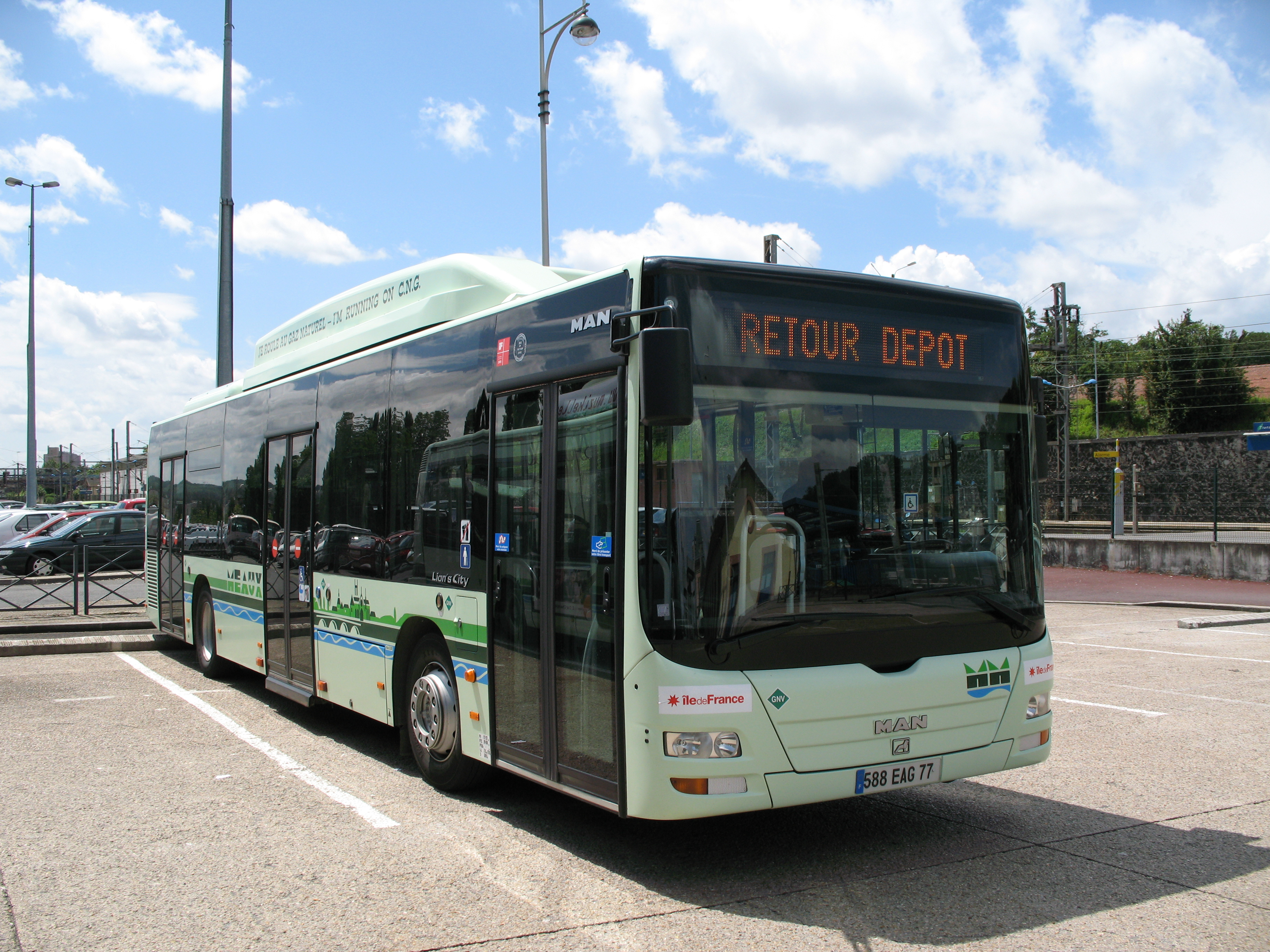
MAN Lion's City GNV à la gare de Meaux en 2007.
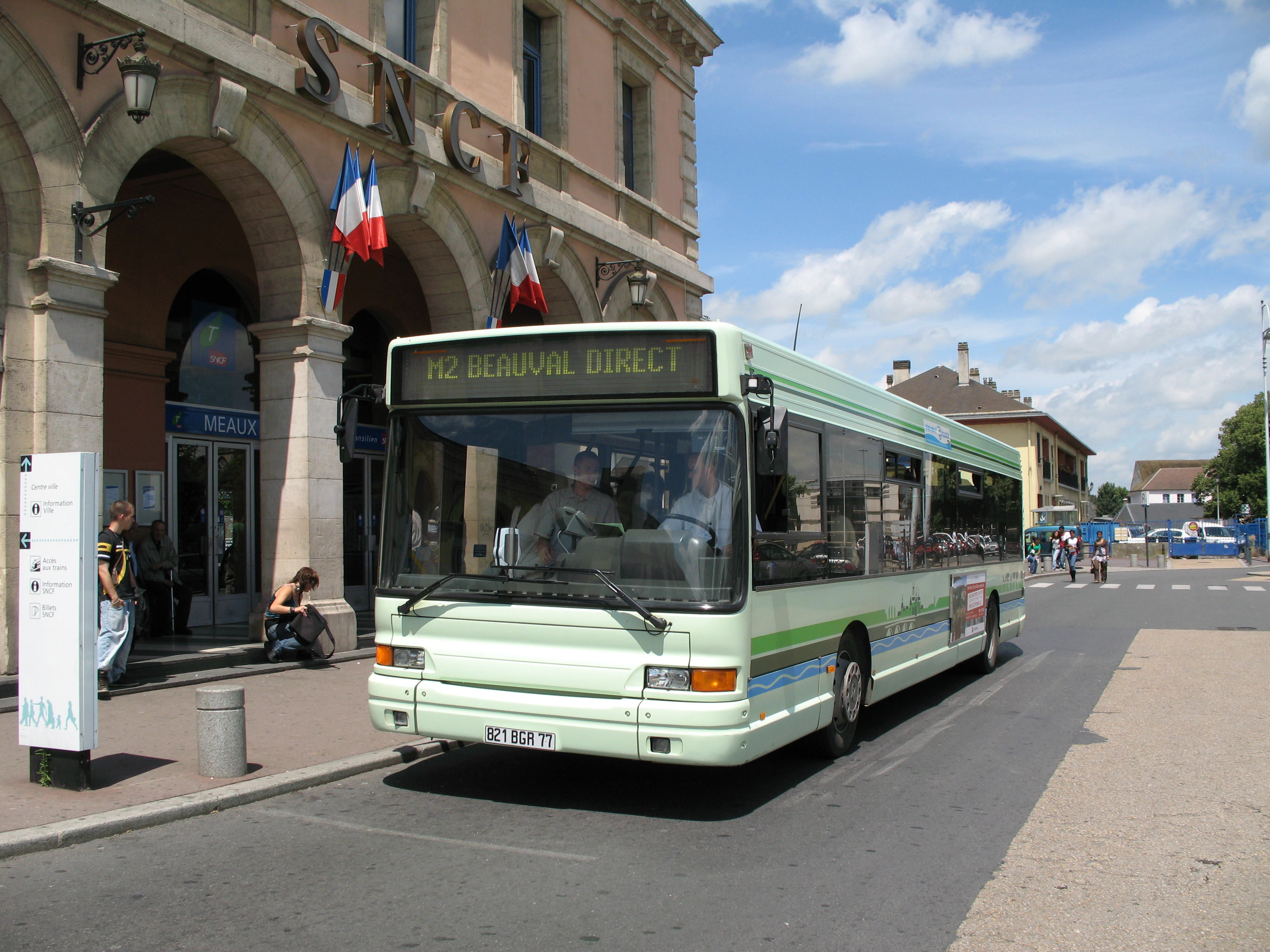
Heuliez GX 317 à la gare de Meaux en 2010.
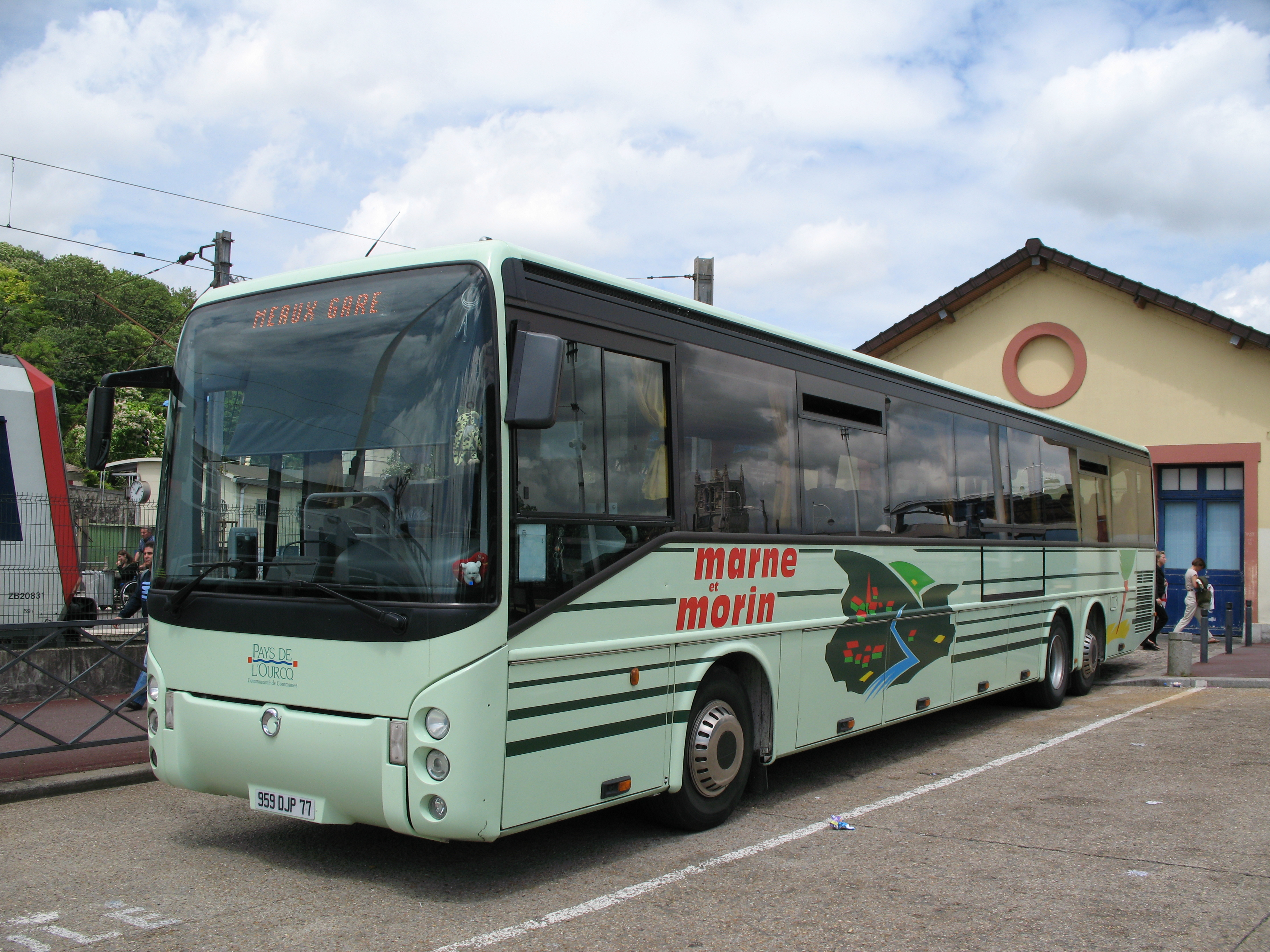
Iribus Ares à la gare de Meaux en 2010.
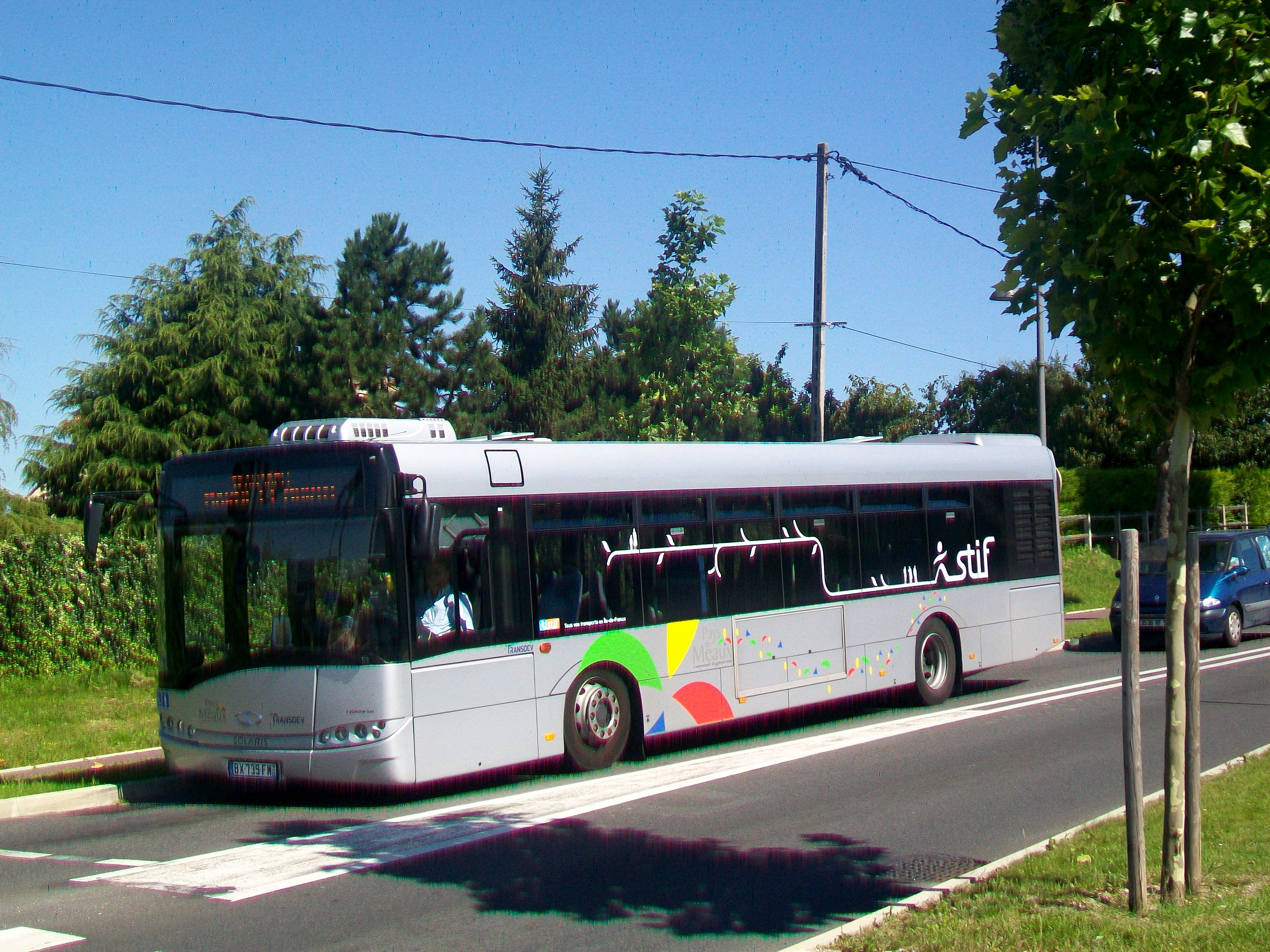
Solaris Urbino 12 sur l'avenue du maréchal Joffre à Meaux en 2012.
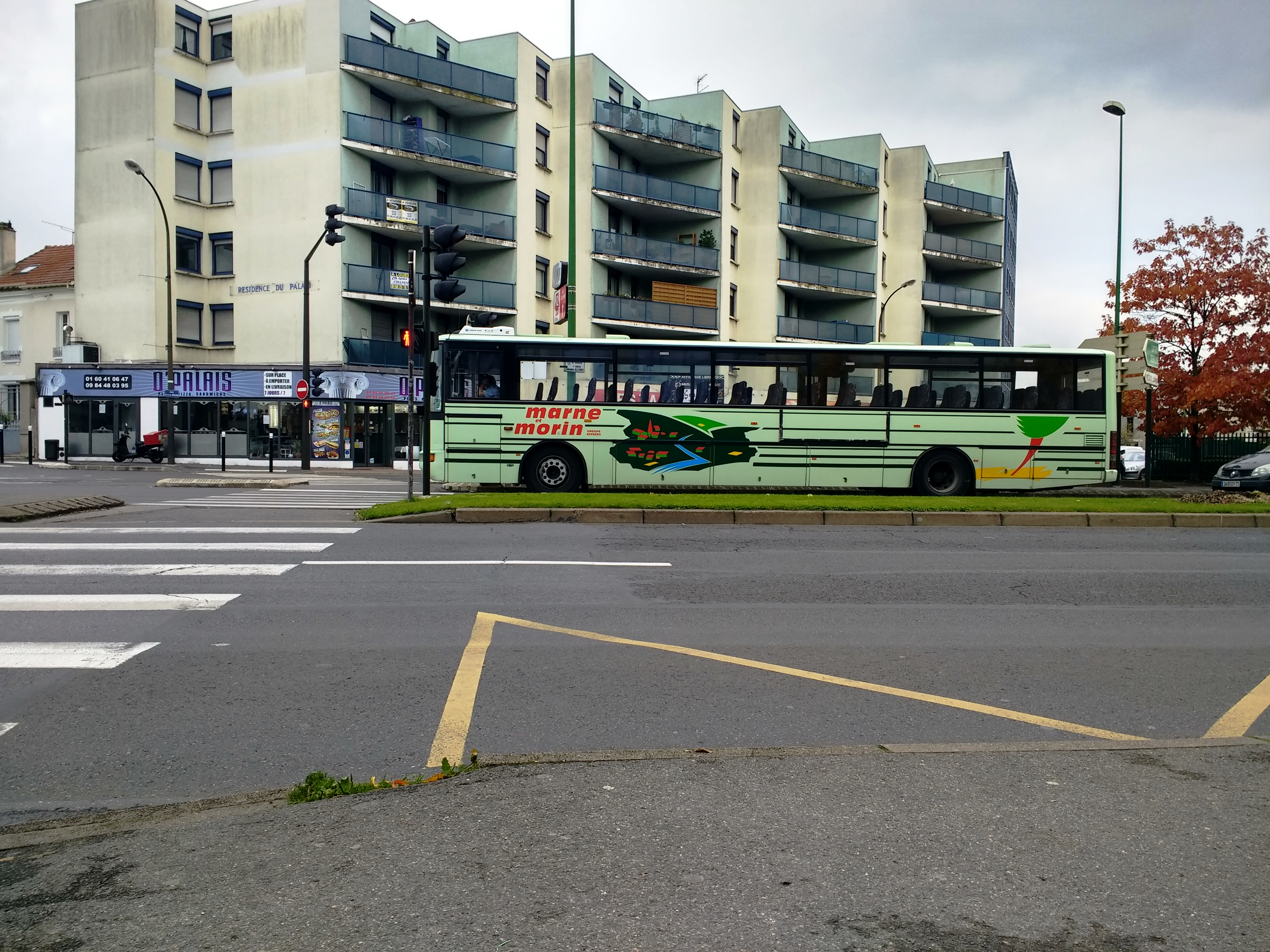
Irisbus Récréo en 2016.
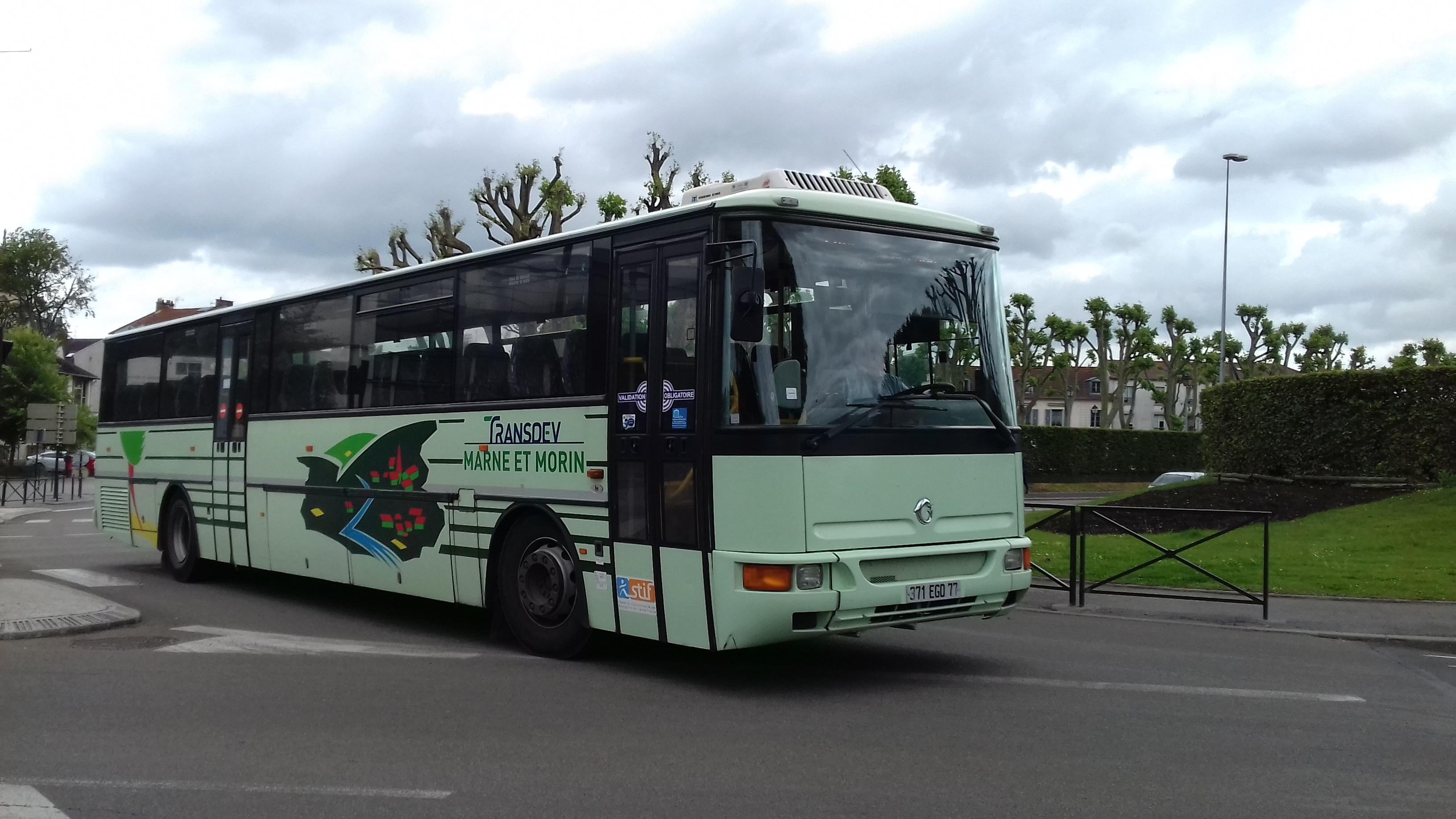
Irisbus Recreo à Meaux en 2017.
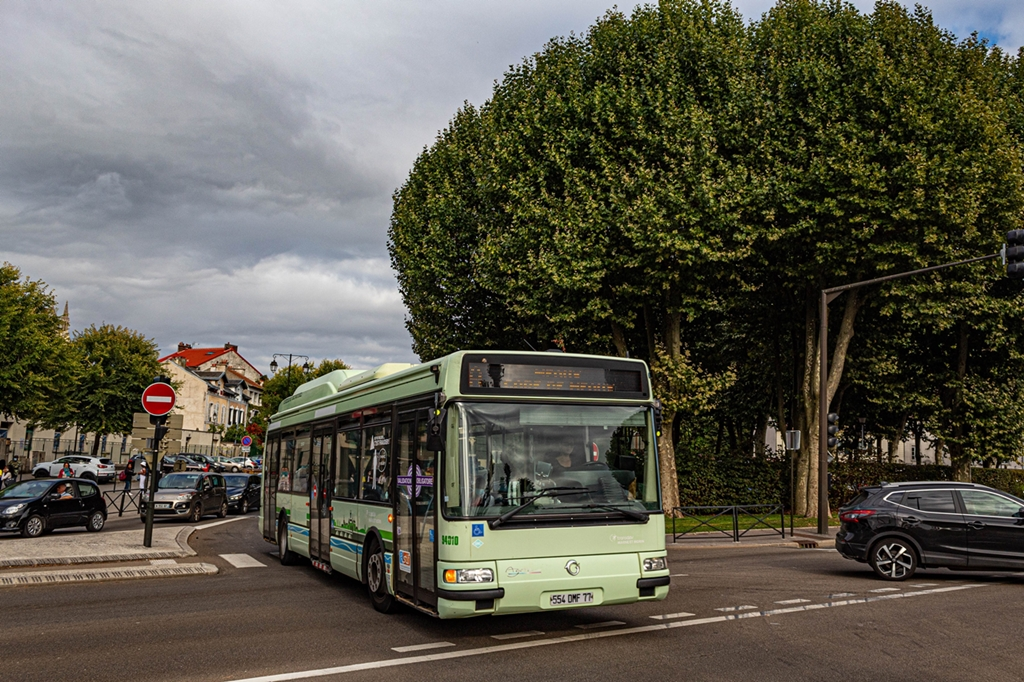
Irisbus Agora GNV sur la ligne A à Meaux en 2020.
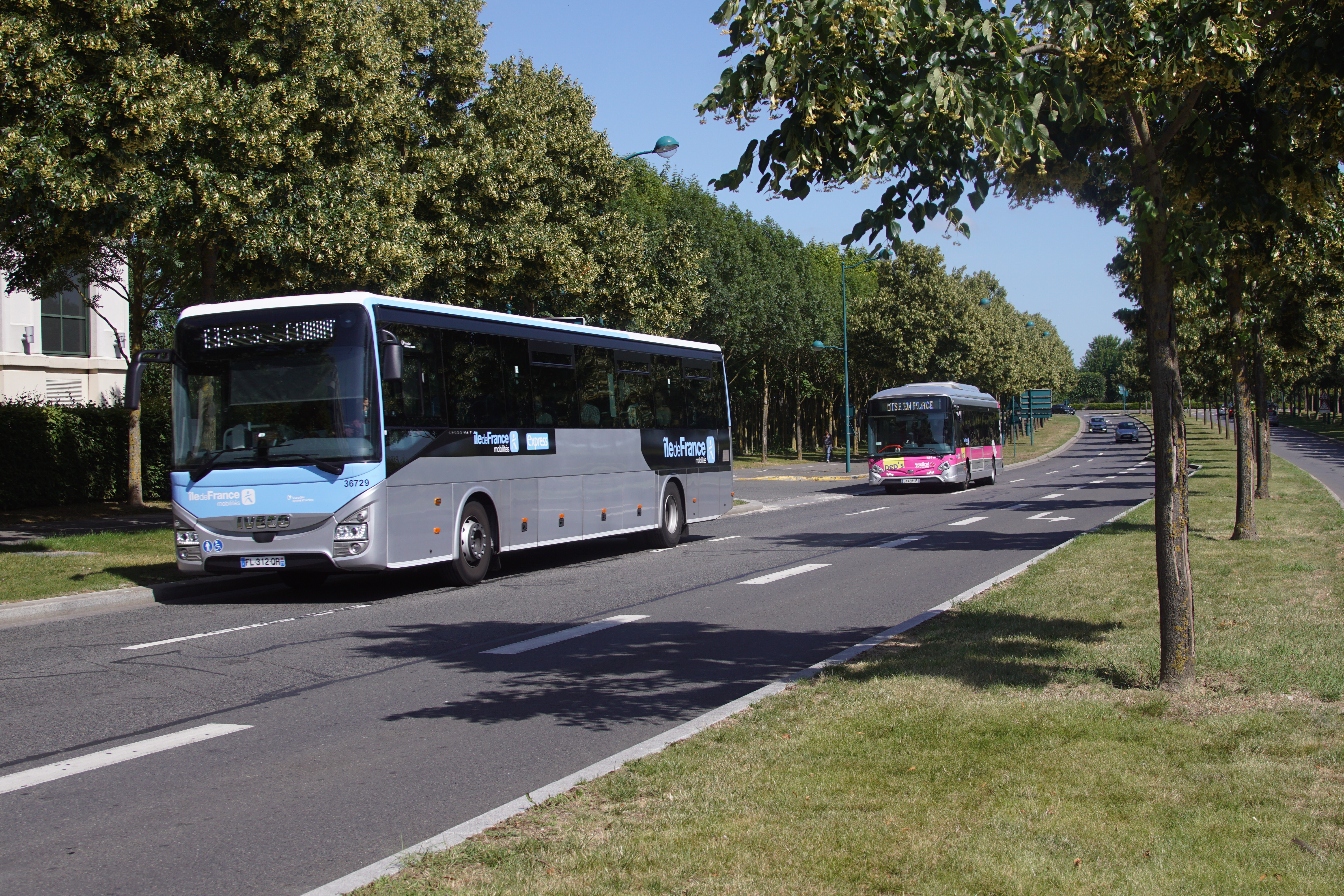
Iveco Crossway Line sur la ligne 69 près de la gare du Val d'Europe en 2020.

## Identité visuelle

Logo de l'agglomération Pays de Meaux utilisé pour désigner l'ancien réseau de bus, mais toujours inscrit sur les véhicules de nos jours.